# Opolí
Opolí (polsky Opole, německy Oppeln, slezskopolsky Uopole / Ôpole, slezskoněmecky Uppeln) je město s postavením okresu v jižním Polsku, sídlo Opolského vojvodství a okresu Opolí. Leží na Odře na Opolské planině a Pradolině Wocławske, která jsou součástí Slezské nížiny. Historicky je hlavním městem Horního Slezska. Žije zde přibližně 127 tisíc obyvatel.
Počátky města sahají do 9. století, kdy bylo střediskem slovanského kmene Opolanů. Při dělení Slezska v roce 1172 se stalo sídlem Opolského knížectví, které bylo od roku 1327 lénem českých králů a později součástí Habsburské monarchie. Lokace podle vlámského práva spojená s příchodem německých kolonistů proběhla za Kazimíra I. Opolského na začátku 13. století. Po první slezské válce připadlo spolu s většinou Slezska Pruskému království. Od roku 1815 bylo sídlem vládního obvodu Opolí a zároveň v letech 1919–1938 hlavním městem provincie Horní Slezsko. Po druhé světové válce bylo připojeno k Polsku, kde i přes odsun a emigraci velké části německého obyvatelstva zůstává významným střediskem německé menšiny.
Je sídlem Opolské univerzity, Opolského vysokého učení technického a římskokatolické opolské diecéze. Jedná se o velký dopravní uzel na železniční magistrále Katovice – Vratislav.

## Dějiny
První známky lidského osídlení na dnešním území města pocházejí z mladší doby kamenné. Ve starověku se na úrodných březích Odry vystřídala etnika ztotožňovaná s převorskou kulturou – Lugiové a germánští Silingové (Vandalové). Vedla tudy jantarová stezka. V 6. století n. l. do oblasti přišli Slované. Na Ostrůvku (Ostrówek), severní špici ostrova Paseka (polsky Pasieka, německy Pascheke), vzniklo hradiště Opolanů – jednoho ze čtyř slovanských slezských kmenů zmiňovaných v roce 845 Bavorským geografem. Slovo „opolí“, které se promítlo i do mnoha dalších toponym (viz např. Opole Lubelskie), označovalo typ staroslovanského územního společenství: původně samosprávy zahrnující nanejvýš několik osad a posléze správní jednotky nižší než kastelánie.

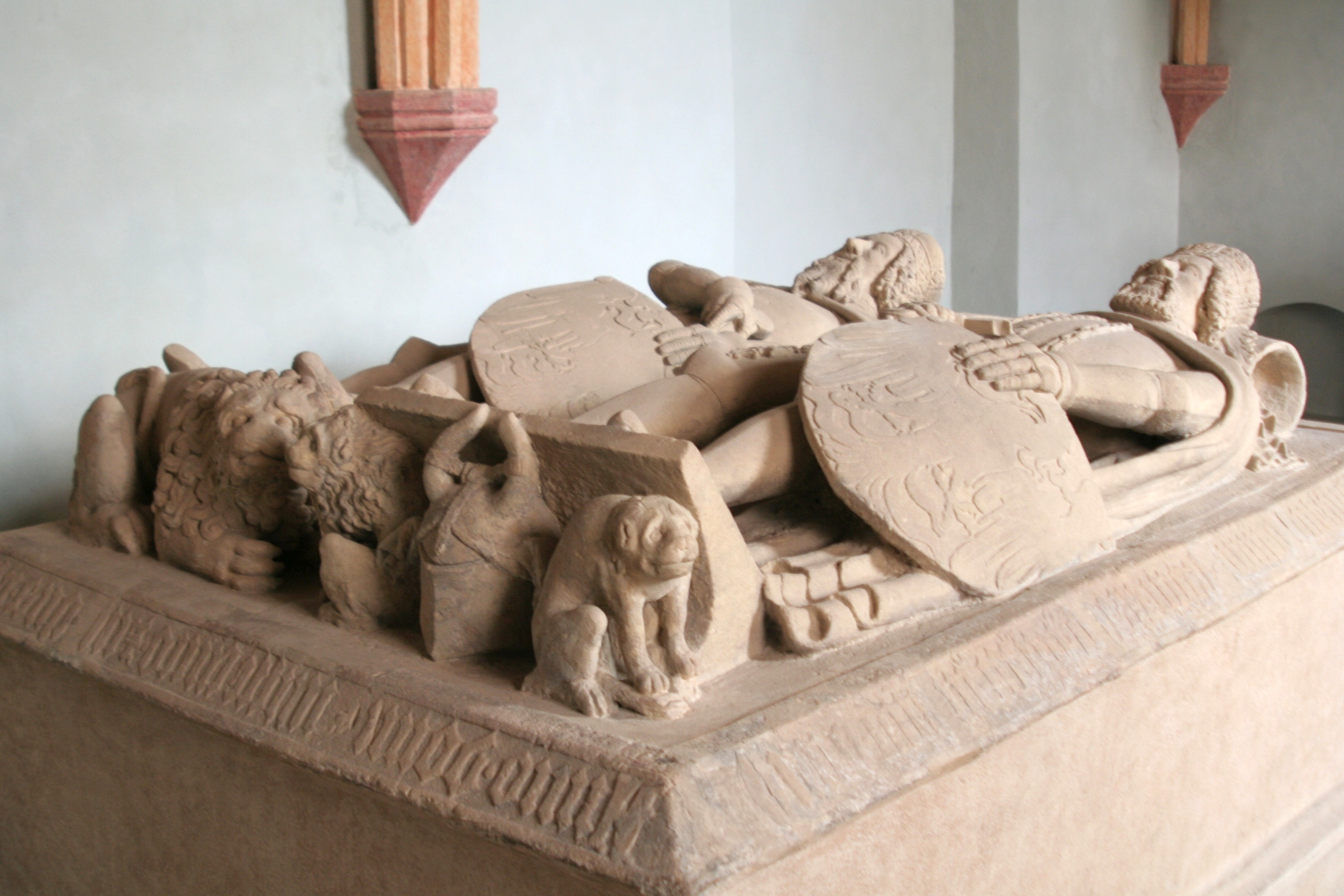
Hrobka Boleslava I. a Boleslava II. Opolského v kostele Nejsvětější Trojice

V roce 1172 byl ze Slezského knížectví vyčleněn opolský úděl, čímž začal proces drobení Slezska na řadu polonezávislých knížectví. Prvním opolským panovníkem byl Jaroslav Opolský. Za vlády Boleslava II. v roce 1327 se Opolsko stalo lénem českých králů a bulou Karla IV. ze 7. dubna 1348 bylo začleněno do Koruny království českého. Až do roku 1532 v něm vládla opolská větev Piastovců. Jejímu poslednímu představiteli, Janovi II. zvanému Dobrý, se podařilo připojit zpátky rozsáhlá území odpadlá v průběhů 13. a 14. století – Bytomsko, Hlivicko, Kozelsko, Ratibořsko a Tošecko (již roku 1460 se vrátilo Falkenbersko a Střelecko) – a sjednotit tak velkou část oblasti, pro kterou se od 15. století ujal termín „Horní Slezsko“ (Silesia Superior). Po Janově bezdětné smrti knížectví, nyní nazývané Opolsko-ratibořské, připadlo jako odúmrť přímo českým králům z dynastie Habsburků, již jej několikrát dávali do zástavy, mj. v letech 1532–1552 Jiřímu Braniborsko-Ansbašskému a jeho synovi, v letech 1622–1623 Gabrielu Betlenovi a v letech 1645–1665 švédsko-polské dynastii Vasovců. Opolský hrad se nacházel v místě původního slovanského hradiště na Ostrůvku.

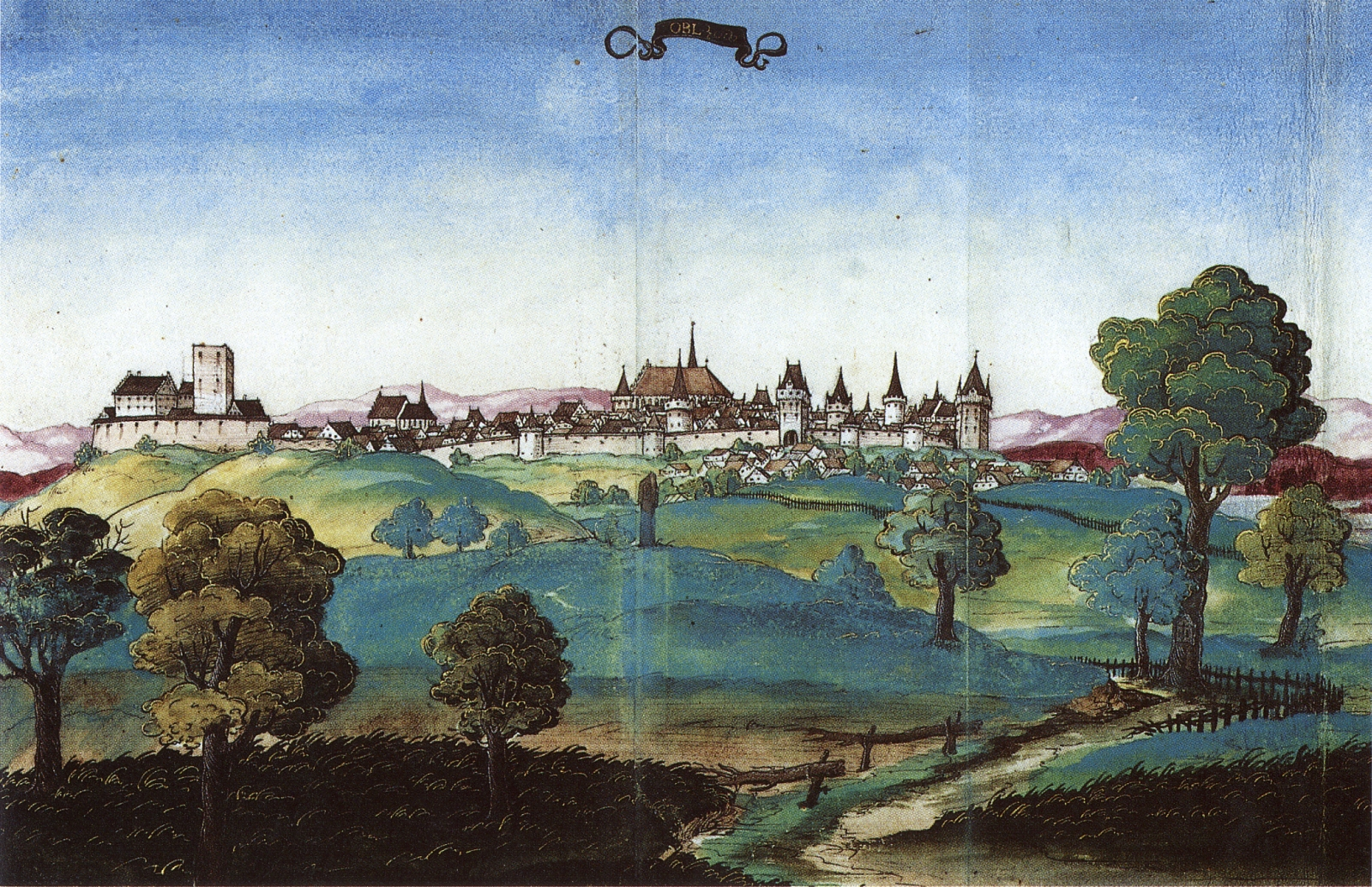
Opolí v roce 1535 podle Wilhelma Gottlieba Korna – nejstarší známé vyobrazení města

Na pravém břehu Mlýnského kanálu (Młynówka, Mühlgraben), který do velké povodně v roce 1600 byl hlavním korytem Odry, dal Kazimír I. založit v počátcích 13. století (uvádí se období 1211 až 1217) město podle vlámského práva, ve kterém se v rámci německé východní kolonizace usadili osadníci z vnitrozemí Svaté říše římské. 6. června 1327 byla obnovena lokace města podle středského práva a v roce 1410 (uvádí se též rok 1352) podle magdeburského. Od roku 1230 existovalo opolské arciděkanství, jedno ze čtyř ve vratislavském biskupství. Nejpozději v roce 1239 zřídil biskup Tomáš I. Kozlowaroga kolegiátní kapitulu Svatého Kříže – gotický kostel dokončený pro ni roku 1295 je nyní opolskou katedrálou. V polovině 14. století město čítalo zhruba 2,3 tisíce obyvatel a mělo čtyři městské brány: jižní Bytomskou neboli Groszowickou, východní Horní neboli Gosławickou, západní Oderskou neboli Vratislavskou a vnitřní Hradní bránu; existence páté severní nazývané Biskupskou nebo Mikulášskou je sporná. V roce 1563 došlo k vyhnání židovského obyvatelstva, které se začalo vracet až v druhé polovině 18. století. Velké požáry ničily Opolí mimo jiné v letech 1615 a 1739.

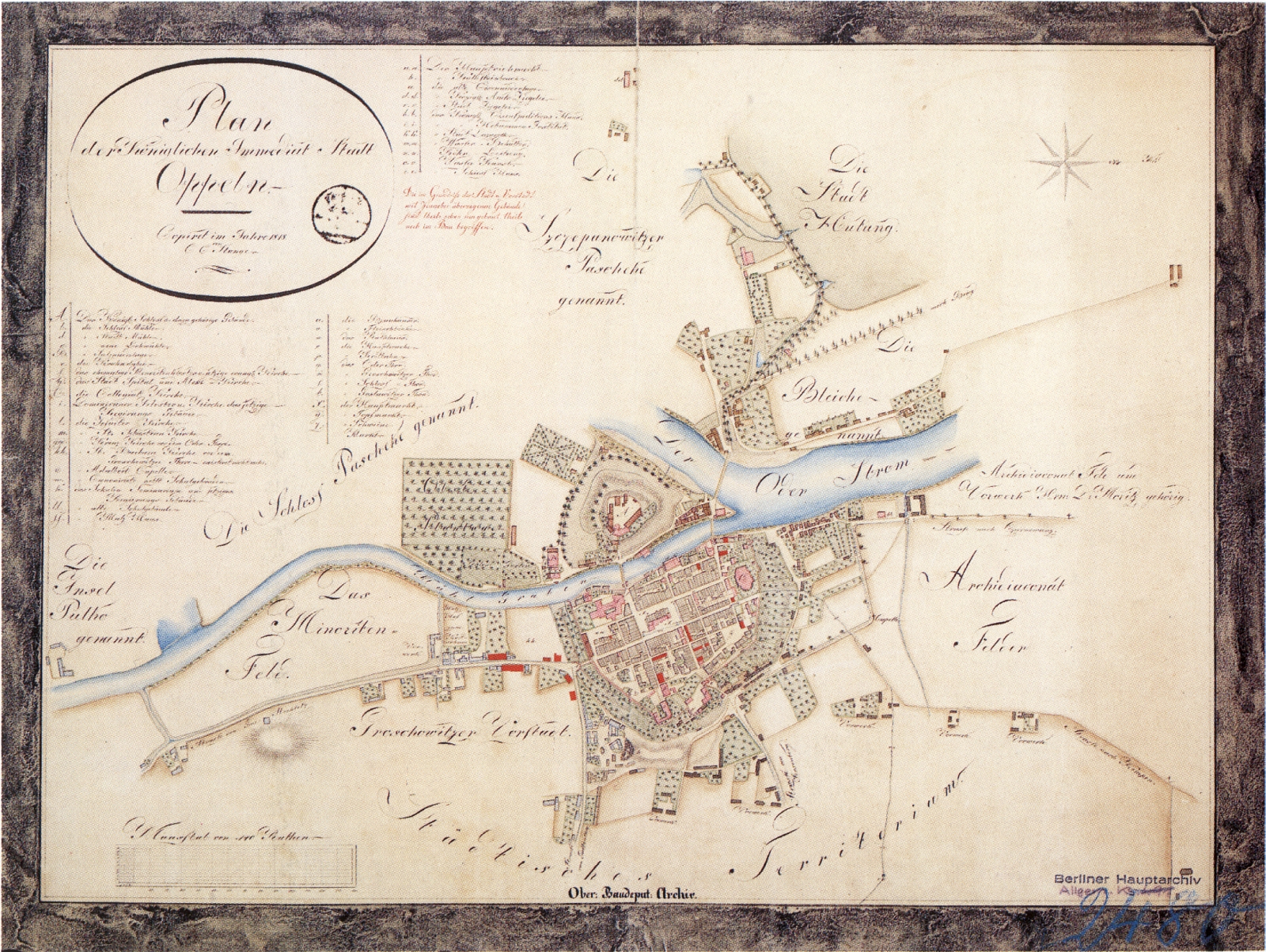
Plán města z roku 1818

Po první slezské válce v roce 1742 došlo k rozdělení Slezska a Opolsko připadlo Prusku. Vznikl okres Opolí (Landkreis Oppeln) a při správní reformě roku 1815 byly v rámci pruské provincie Slezsko utvořeny tři vládní obvody, mezi nimi vládní obvod Opolí (Regierungsbezirk Oppeln) zahrnující celou její východní část. To upevnilo pozici Opolí jakožto „hlavního města Horního Slezska“, které začalo být ztotožňováno právě s územím obvodu. Bylo součástí daňové inspekce v Prudníku.

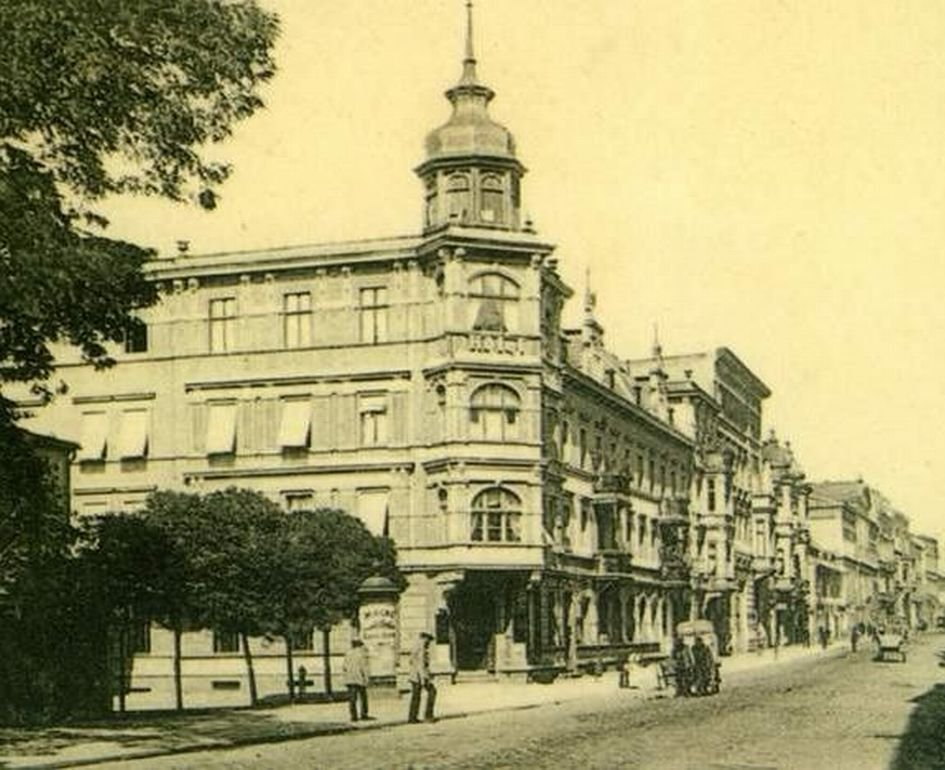
Neexistující zástavba ulice Krakowska (Krakauer Straße)

Po demolici městských hradeb zahájené v roce 1822 se město začalo rozrůstat jižním a východním směrem. V roce 1843 získalo železniční spojení s Vratislaví, o dva roky později s hornoslezskou uhelnou konurbací a záhy nato s Bohumínem. Nejvýznamnějším průmyslovým odvětvím se stala výroba cementu – první cementárnu Portland Zementwerke založil v roce 1857 Friedrich Wilhelm Grundmann, byl to třetí podnik toho druhu v Evropě a pátý na světě. V roce 1891 se oficiální součástí města stal ostrov Paseka, existovala tam již tehdy vilová čtvrť Wilhelmsthal. Od roku 1899 tvořilo Opolí samostatný městský okres. Téhož roku byla připojena obec Sakrau (Zakrzów), kde byl v roce 1913 zprovozněn moderní přístav na Odře, jenž nahradil přístav na Mlýnském kanálu z roku 1886. V roce 1910 mělo Opolí 33 907 obyvatel, z toho 80,0 % německojazyčných, 15,8 % polsky či „vasrpolsky“ mluvících a 4,1 % dvojjazyčných. Převažovali katolíci (76,5 %), k protestantské víře se hlásilo 21,8 %, 528 židů představovalo 1,6 % populace. 1 788 osob aneb 5,3 % patřilo k vojenské posádce.

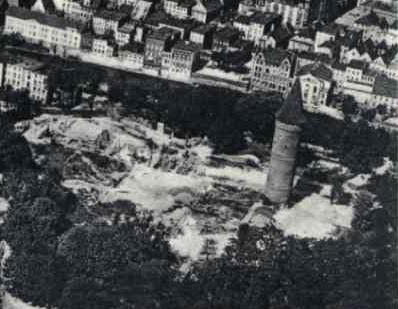
Demolice hradu (1930)

Po první světové válce se Opolí stalo hlavním městem samostatné provincie Horní Slezsko, která byla opět sloučena s Dolním Slezskem do jednoho celku v roce 1938 a o dva roky později obnovena, avšak již se sídlem v Katovicích. V hornoslezském plebiscitu se 94,7 % hlasujících vyslovilo pro setrvání v Německu. Pro vystěhovalce z části Slezska přiznané Polsku vzniklo na severovýchodě města sídliště dnes známé jako „generálská čtvrť“ (kvůli názvům tamních ulic). Intenzivně se stavělo rovněž na východním předměstí – v dnešní městské části Śródmieście (Střed). Velkým zásahem do podoby historického centra bylo zbourání knížecího hradu na ostrově Paseka v letech 1928–1930, na jehož místě vyrostlo funkcionalistické sídlo správy provincie (nyní vojvodský úřad). Roku 1935 začala výstavba odvodňovacího kanálu (Kanał Ulgi, Flutkanal), prakticky třetího umělého koryta Odry, čímž postupně vznikal nový ostrov, na kterém se ocitlo historické Oderské předměstí (Nadodrze, Odervorstadt). V roce 1936 byly připojeny obce Halbendorf (Półwieś) a Sczepanowitz (Szczepanowice).

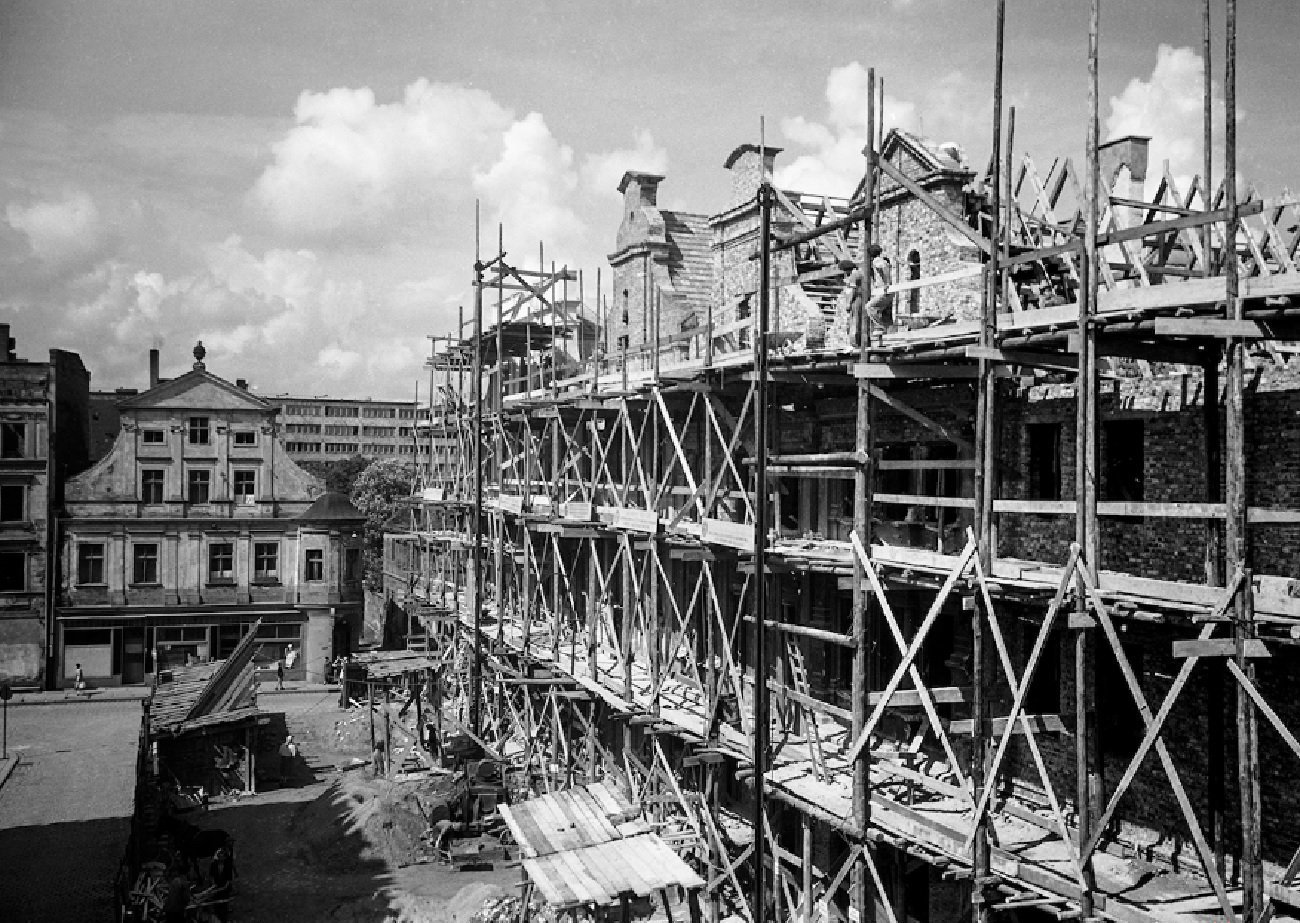
Znovuvýstavba domů na severní straně hlavního náměstí v 50. letech

V říjnu 1944 bylo Opolí prohlášeno za pevnost (Festung Oppeln) a mělo se stát jedním z opěrných bodů německé obrany na linii Odry. Nakonec se bitva o Opolí nekonala, německé jednotky, jež neobdržely slíbené posily, se před postupující Rudou armádou stáhly na levý břeh Odry a velitel obrany Friedrich-Albrecht Graf von Pfeil spáchal sebevraždu. Pravobřežní čtvrti byly obsazeny v noci na 24. ledna 1945, následně se fronta zastavila a přes řeku se Sověti dostali až mezi 15 a 19. března. V důsledku bojů, amerického bombardování v prosinci 1944, ale i plundrování města sovětskými vojáky v prvních poválečných týdnech došlo ke zničení 25 % zástavby. Při obnově zničeného historického jádra v 50. letech se uplatnily ideologické principy – nové domy okolo hlavního náměstí (Rynek) byly záměrně stylizovány do barokní podoby „z dob před pruským panováním“ a některé z prestižních důvodů navýšeny o jedno patro oproti svým předchůdcům. Ve vedlejších uličkách Starého Města vznikly úsporné socialistické bytovky a eklektickou architekturu Krakauer Straße (ulice Krakowska), spojnice mezi historickým jádrem a nádražím a nyní hlavní pěší zóny, částečně nahradila paneláková zástavba.
24. března 1945 se v Opolí objevili první představitelé polské administrativy. Připojení většiny Slezska k Polsku stvrdila Postupimská dohoda. Ve městě se usadilo mnoho polských přesídlenců z východních území postoupených Sovětskému Svazu a osadníků z polského vnitrozemí. Němci a Slezané (Šlonzáci) mohli zůstat, pokud prošli tzv. národnostní verifikací a složili příslib věrnosti polskému národu a státu, nicméně v důsledku emigrace a asimilace jejich počet v poválečných dekádách systematicky klesal. V roce 2002 se k německé národnosti přihlásilo jen 3 279 osob aneb 2,5 % obyvatel města. Naopak v okolních vesnicích, které patří k okresu Opolí, zůstává německá menšina velmi silná, řada z těchto obcí je oficiálně dvojjazyčná a strana Mniejszość Niemiecka – Deutsche Minderheit je dominantním uskupením v tamních samosprávách. Opolí jakožto centrum etnicky smíšeného regionu je významným střediskem kulturních a politických aktivit německé menšiny v Polsku a německojazyčných médií (Schlesisches Wochenblatt, Schlesien Aktuell). Od roku 1992 působí ve městě konzulát Spolkové republiky Německo. K slezské národnosti se hlásilo 0,7 % obyvatel v roce 2001 a 3,7 % v roce 2011, ale většina z nich se také přihlásila k polské národnosti, takže 98,6 % obyvatel Opolí se přihlásilo k polské národnosti (v Polsku můžete uvést dvě národnosti).[zdroj?]

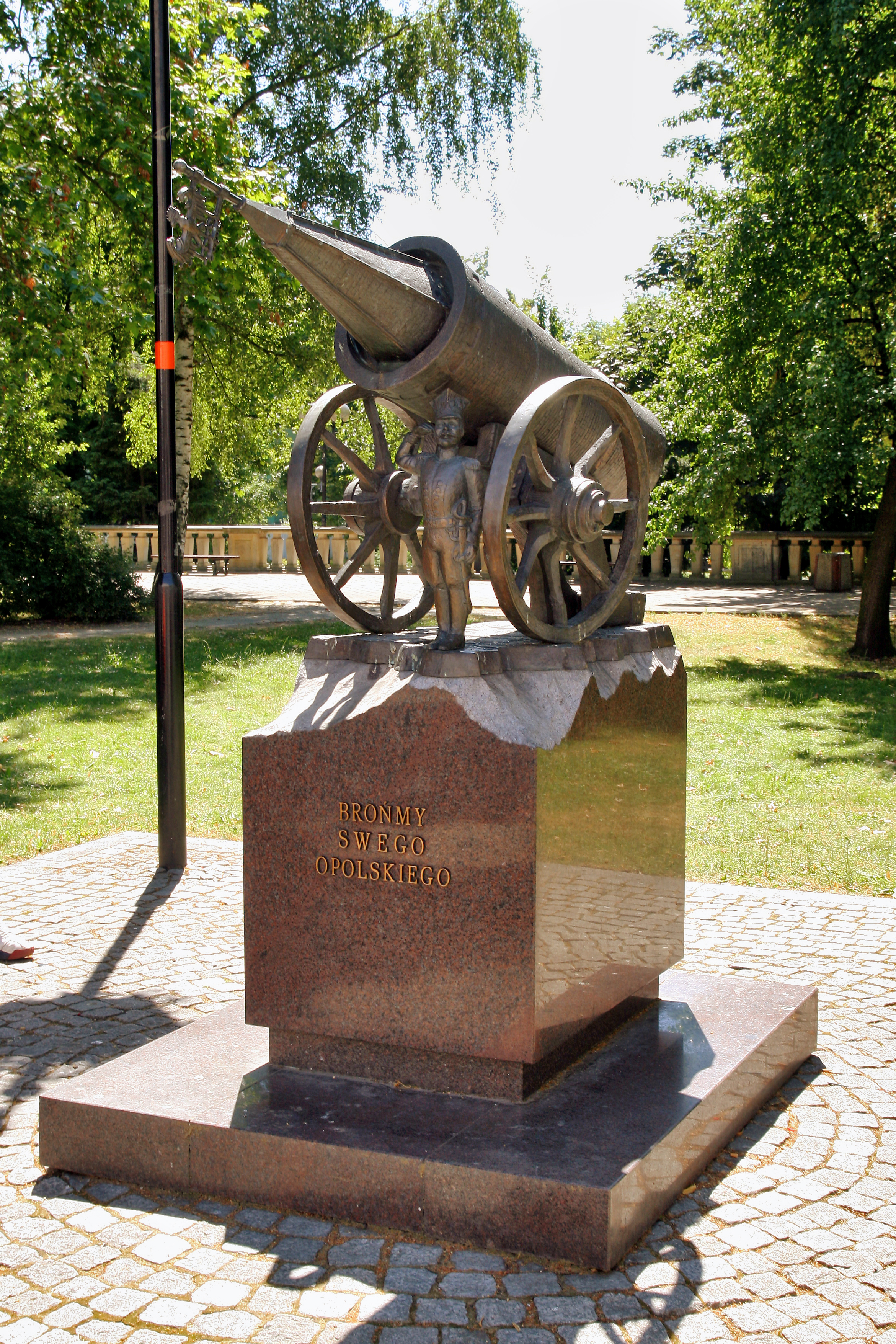
Pomník věnovaný „boji za své vlastní vojvodství“ v roce 1998 na náměsti Svobody (Plac Wolności)

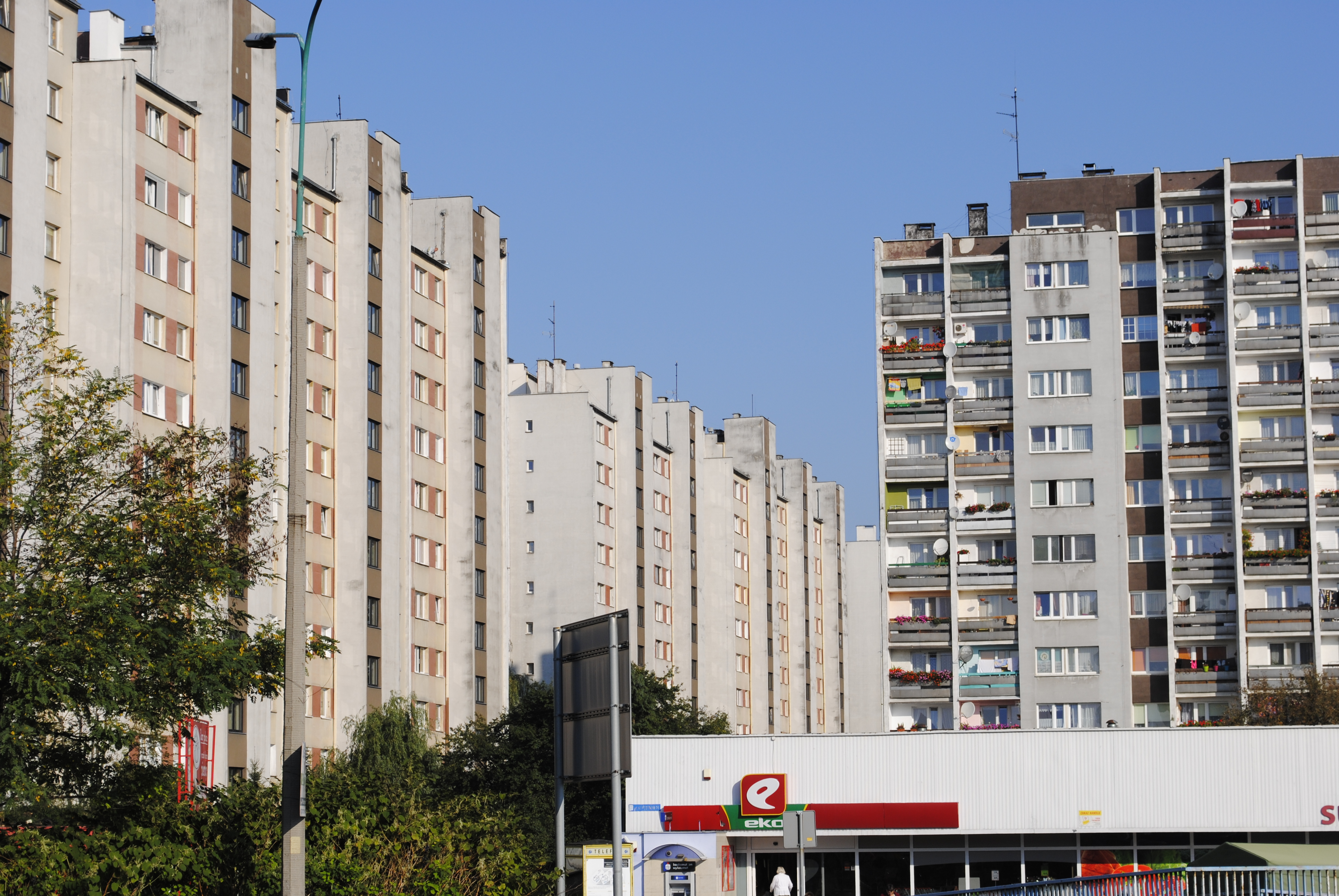
Sídliště na Záodří

Od roku 1950 je Opolí sídlem Opolského vojvodství, v současnosti nejmenšího polského vojvodství, které nebylo navzdory původním plánům při správní reformě v roce 1998 sloučeno s územím dnešního Slezského vojvodství kvůli masivním občanským protestům a lobbování společenských organizací včetně strany německé menšiny. Postupně byly připojovány sousední venkovské obce: roku 1955 Nowa Wieś Królewska (Königlich Neudorf / Bolko), roku 1961 Kolonia Gosławicka (Kolonie Goslawitz), roku 1965 Groszowice (Groschowitz), roku 1974 Gosławice (Goslawitz), roku 1975 Bierkowice (Birkowitz), Grotowice (Gräfenort), Grudzice (Grudschütz), Malina (Malino), Wójtowa Wieś (Vogtsdorf) a Wróblin (Frauendorf). Obrovské kontroverze a vlnu protestů vyvolalo v roce 2016 rozhodnutí připojit proti vůli tamních obyvatel dalších devět obcí: Borki (Borrek), Czarnowąsy (Czarnowanz), Chmielowice (Chmiellowitz), Krzanowice (Krzanowitz), Sławice (Slawitz), Świerkle (Horst), Winów (Winau), Wrzoski (Wreske), Żerkowice (Zirkowitz); a také části obcí Brzezie (Finkenstein), Dobrzeń Mały (Klein Döbern) a Karczów (Schönwitz). Jedním z hlavních cílů bylo získat pro město areál elektrárny Opole vybudované v letech 1993–1997 mezi vesnicemi Borki, Brzezie, Dobrzeń Mały a Czarnowąsy a rozvojovou zónu kolem něj. Kritici poukazují též na možnou politickou motivaci – pokus oslabit německou menšinu, většina přičleněných obcí totiž ležela v dvojjazyčných gminách se silnou německou reprezentací. Největší panelová sídliště vznikla v 70. a 80. letech na severovýchodě (sídliště Armii Krajowej, sídlíště Chabry, sídliště Malinka) a v západní části města na tzv. Záodří (Zaodrze).
Opolí proslavil Národní festival polské písně (Krajowy Festiwal Piosenki Polskiej), jeden z nejpopulárnějších hudebních festivalů v Polsku, který se koná od roku 1963 každoročně v Amfiteátru tisíciletí (Amfiteatr Tysiąclecia) na ostrově Paseka. Město si vysloužilo přezdívku hlavní město polské písně. V roce 2007 vzniklo v blízkosti amfiteátru Muzeum polské písně (Muzeum Polskiej Piosenki). V letech 1958–1965 působilo v Opolí „divadlo-laboratoř“ 13 Rzędów (13 řad) Jerzyho Grotowského, významného experimentátora a reformátora divadelního projevu. Roku 1994 byla založena Opolská univerzita (Uniwersytet Opolski). O dva roky později vzniklo na bázi Vysoké školy inženýrské (Wyższa Szkoła Inżynierska) Opolské vysoké učení technické (Politechnika Opolska). Velké ztráty utrpěly levobřežní čtvrti během povodní v červenci 1997. V souvislosti s útlumem cementářského průmyslu na konci 20. století byly zatopeny lomy (zde nazývané kamionky) a vznikly umělé vodní nádrže: Bolko, Piast, Silesia, Groszowice. Jedinou dosud fungující cementárnou zůstává závod Odra v městské části Zakrzów (Sakrau).

## Městské části

Rozdělění na 29 městských částí platné do roku 2019

Od 31. července 2019 se Opolí dělí na 13 městských částí (polsky dzielnica). Vznikly seskupením dřívějších dvaceti devíti zavedených oficiálně v roce 2017, které v zásadě odpovídaly základním funkčním celkům (čtvrtím) města a kopírovaly hranice obcí postupně připojovaných ve 20. a 21. století.
- I. městská část: Borki (Borrek), Brzezie (Finkenstein), Czarnowąsy (Czarnowanz), Świerkle (Horst)
- II. městská část: Krzanowice (Krzanowitz), Wróblin (Frauendorf), Zakrzów (Sakrau)
- III. městská část: sídliště Chabry
- IV. městská část: sídliště Armii Krajowej
- V. městská část: Gosławice (Goslawitz), sídliště Malinka
- VI. městská část: Grudzice (Grudschütz), Kolonia Gosławicka (Kolonie Goslawitz) i Malina (Malino)
- VII. městská část: Groszowice (Groschowitz), Grotowice (Gräfenort), Nowa Wieś Królewska (Königlich Neudorf / Bolko)
- VIII. městská část: Śródmieście (Střed – historicky východní předměstí zastavované od přelomu 19. a 20. století)
- IX. městská část: Stare Miasto (Staré Město – historické jádro, ostrov Paseka, ulice Krakowska i s nádražím, „generálská čtvrť“)
- X. městská část: Nadodrze (ostrov mezi hlavním korytem Odry a odvodňovacím kanálem včetně bývalého ostrova Bolko)
- XI. městská část: Zaodrze (Záodří)
- XII. městská část: Bierkowice (Birkowitz), Półwieś (Halbendorf), Sławice (Slawitz), Wrzoski (Wreske)
- XIII. městská část: Chmielowice (Chmiellowitz), Żerkowice (Zirkowitz), Szczepanowice-Wójtowa Wieś (Sczepanowitz a Vogtsdorf), Winów (Winau)

## Pamětihodnosti a turistické cíle

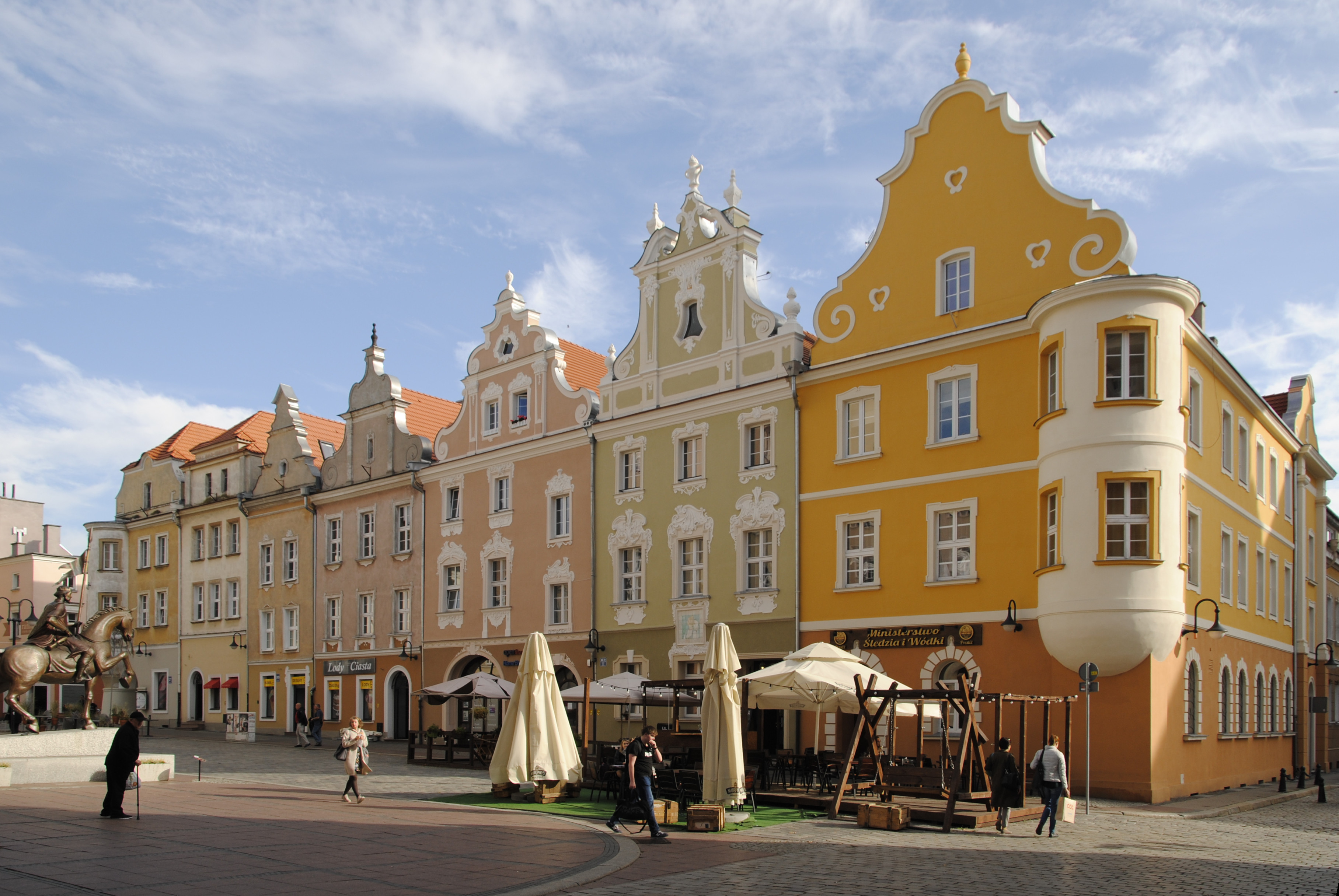
Jižní strana hlavního náměstí

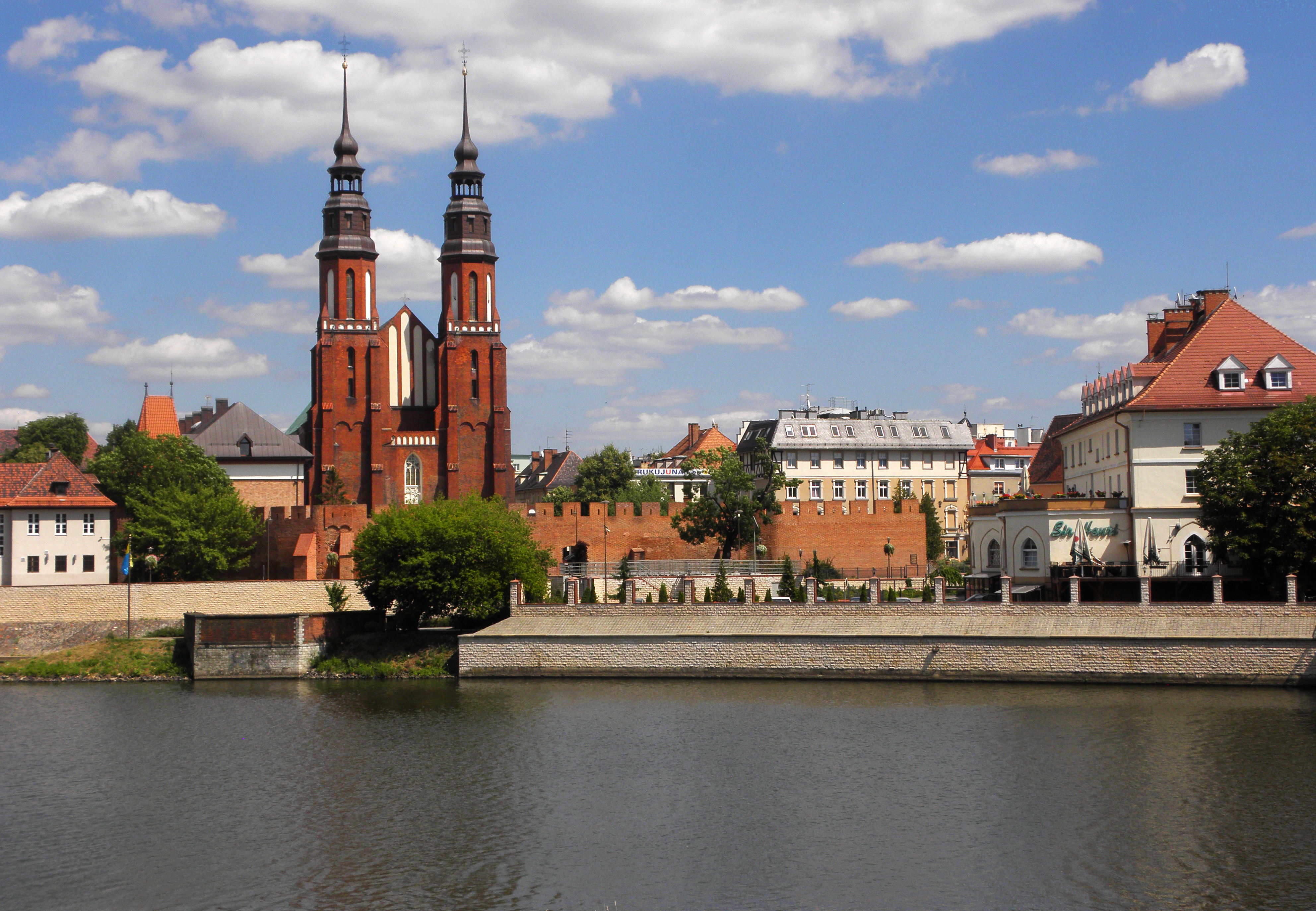
Katedrála a hradby

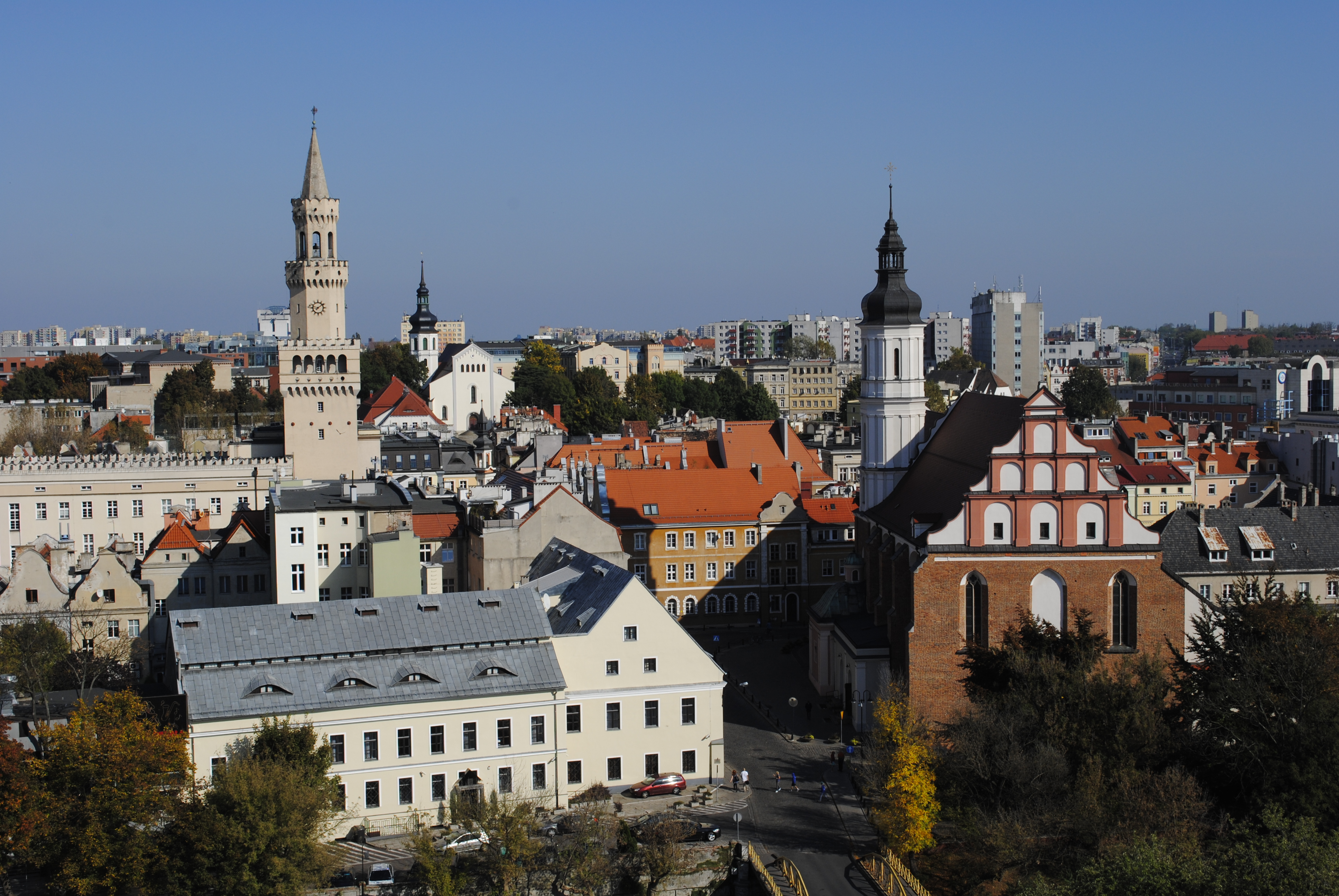
Pohled na Staré Město: vpravo Kostel Nejsvětější Trojice, vlevo radniční věž, v pozadí kostel na Hůrce

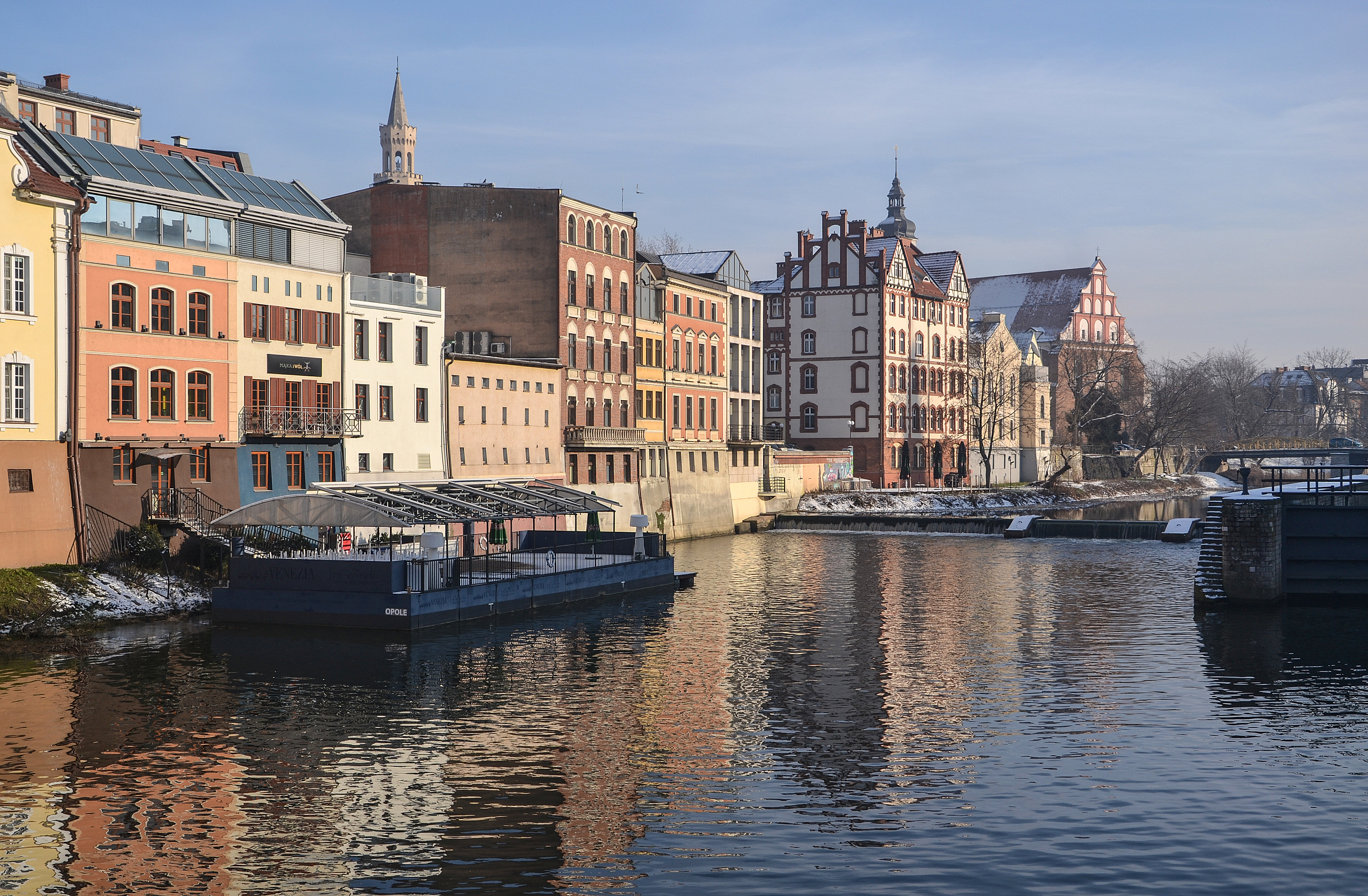
Opolské Benátky

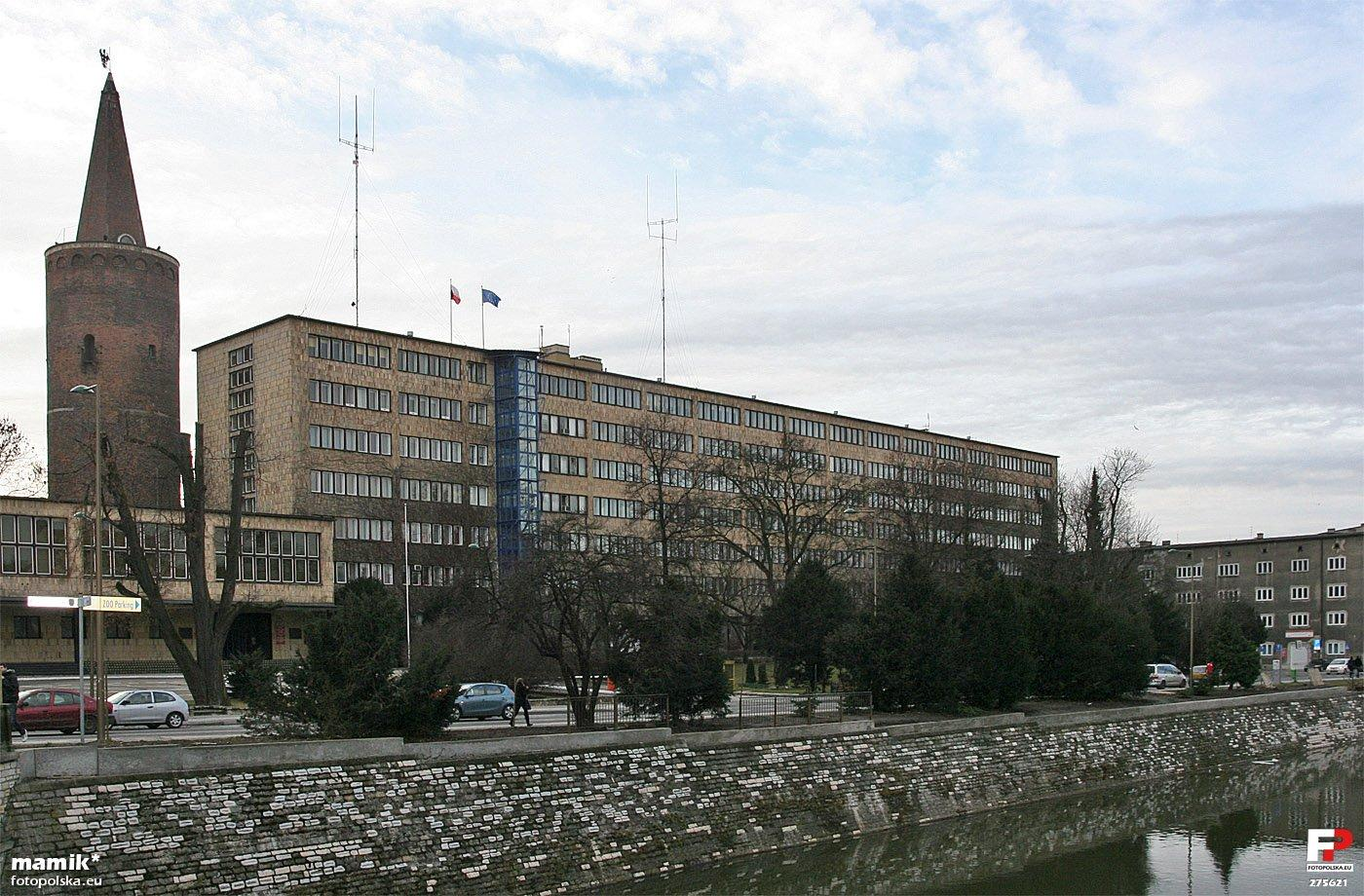
Vojvodský úřad a Piastovská věž

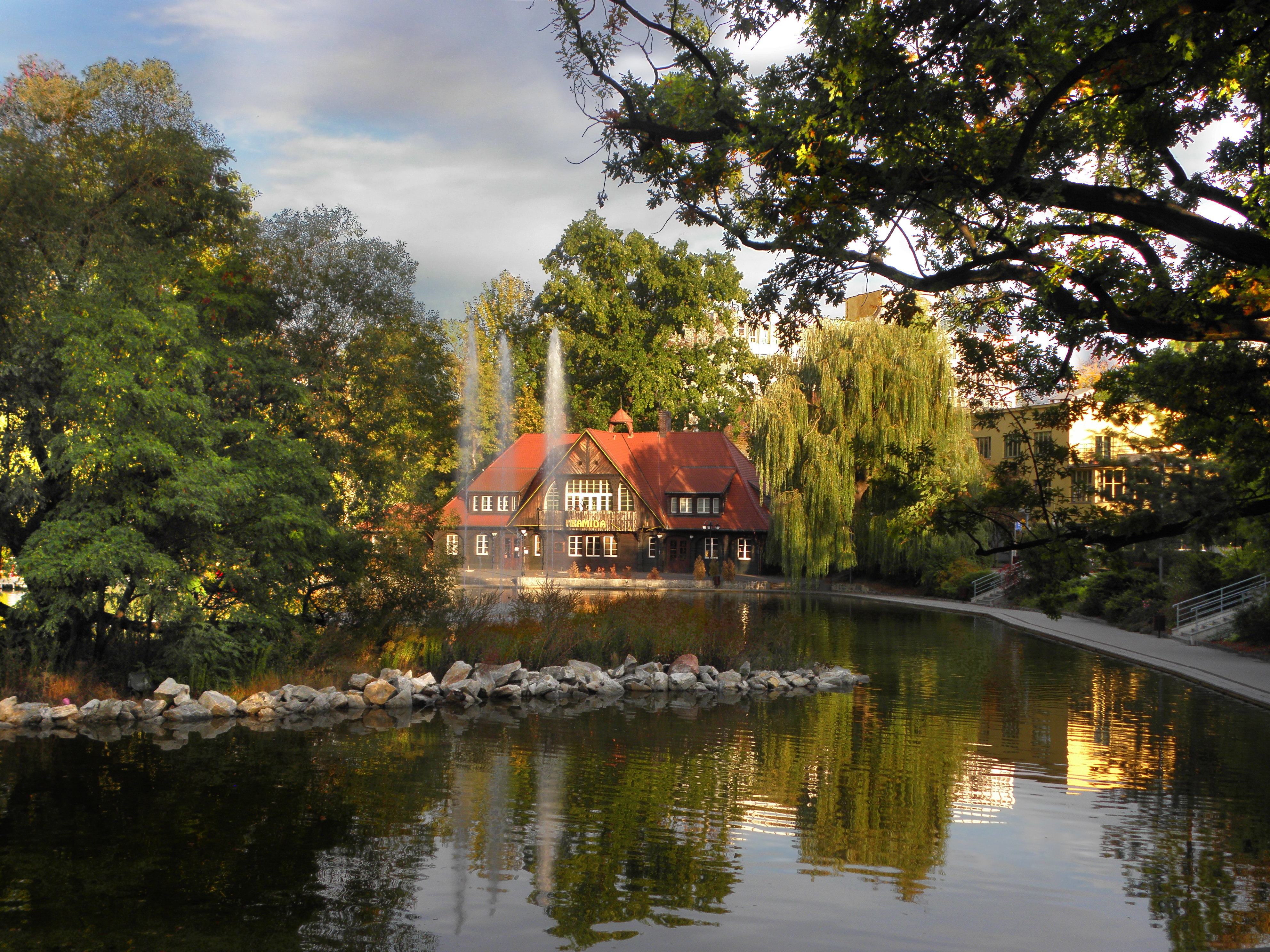
Hradní rybník a Ledový domek

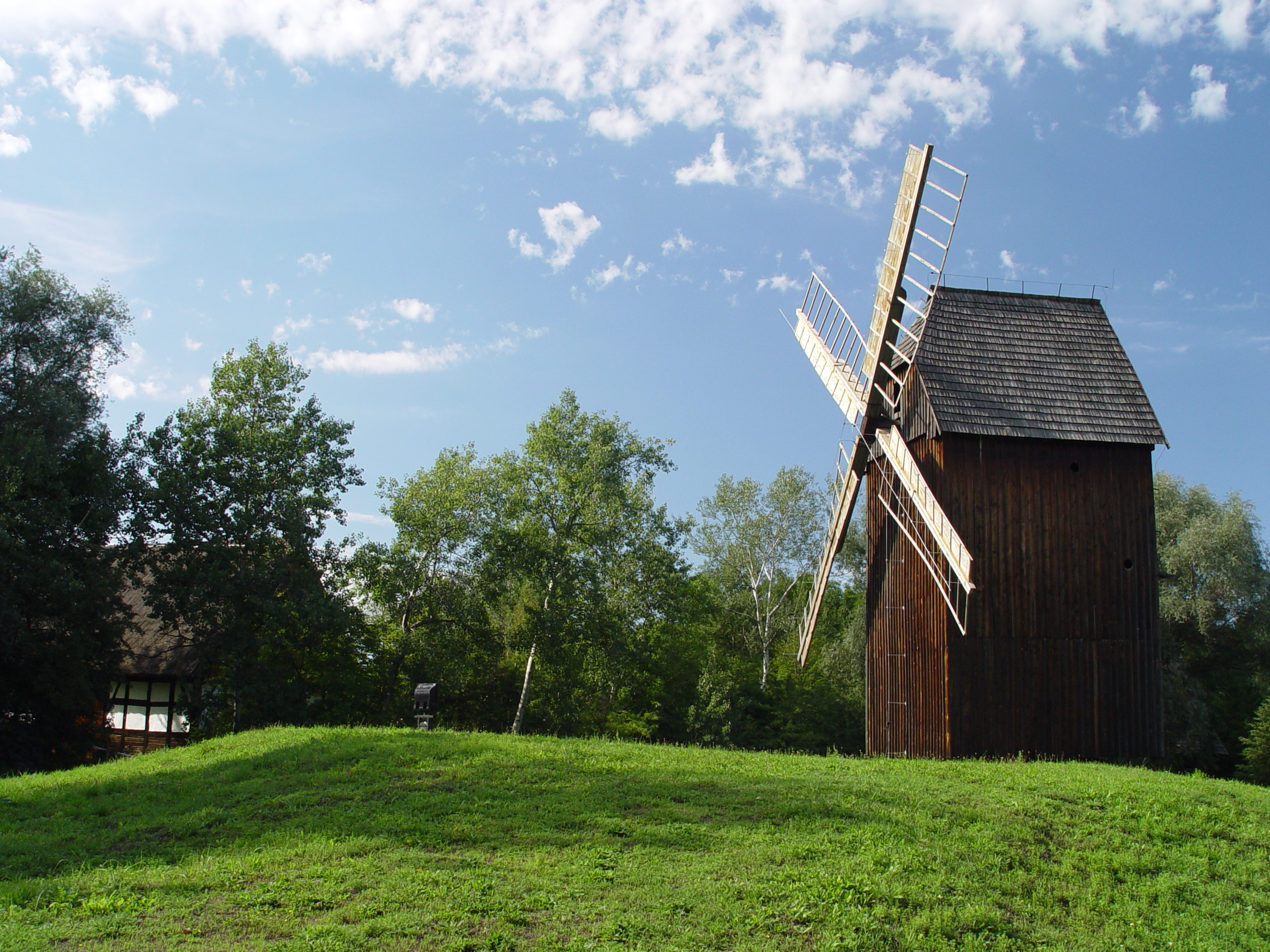
Větrný mlýn v Muzeu opolského venkova

- Staré Město (polsky Stare Miasto, německy Altstadt) – historické jádro města s pravoúhlou uliční sítí na pravém břehu Mlýnského kanálu; část měšťanských domů na hlavním náměstí (Rynek) a ve vedlejších uličkách byla zničena v roce 1945 a následně obnovena v barokní stylizaci;
  - Radnice (Ratusz) – jejím charakteristickým prvkem je 65metrová věž po vzoru florentského Palazzo Vecchio navržená v roce 1863; zbytek budovy získal svůj současný strohý vzhled během obnovy po stavební katastrofě v roce 1934;
  - Katedrála Povýšení svatého Kříže (Katedra Podwyższenia Krzyża Świętego) – kostel poprvé zmiňovaný v roce 1223, dokončený roku 1295 v pozdně románském stylu, později mnohokrát přestavovaný a v letech 1897–1902 regotizovaný do dnešní podoby včetně výstavby západní fasády se dvěma 73metrovými věžemi; od roku 1972 je katedrálou opolské diecéze; je zde pohřben Jan II. Opolský zvaný Dobrý († 1532); v jižním bočním oltáři se nachází obraz Panny Marie z konce 15. století, který byl původně do roku 1702 umístěn ve Slezských Pěkarech a jeho kopie je tam dodnes uctívána; mezi nejvzácnější památky patří pozdně gotický triptych z roku 1519 v hrobové kapli Jana II. a křtitelnice z konce 13. století, patrně z dob prvního kostela;
  - Kostel Nejsvětější Trojice (Kościół Świętej Trójcy) – františkánský, součást kláštera založeného ve 13. století, v minulosti sloužil i jako hradní kostel; v důsledku častých přestaveb je architektonicky kombinací prvků gotických, barokních a eklektických (novorenesanční věž z roku 1899); v kapli svaté Anny nazývané též Piastovská kaple jsou pohřbeni Boleslav I. († 1313), Boleslav II. († 1356) a Boleslav III. Opolský († 1382) s manželkou Annou;
  - Kostel Panny Marie Bolestivé a svatého Vojtěcha „na Hůrce“ (Kościół Matki Bożej Bolesnej i świętego Wojciecha „Na Górce“) – původní farní kostel, než byla farnost přesunuta do dnešní katedrály; má gotické zdi, barokní interiér a novorománskou fasádu z poloviny 19. století; v letech 1295–1810 patřil dominikánům; sousedí s ním bývalý dominikánský klášter, který byl v 19. století přestavěn na městskou nemocnici a od roku 2002 po slouží po další rekonstrukci jako hlavní sídlo Opolské univerzity – Collegium Maius; obklopuje jej park, ve kterém najdeme sochy umělců spjatých s Opolím (Jerzy Grotowski) a hvězd polské hudby (Agnieszka Osiecka, Czesław Niemen a další);
  - Gotický špitální kostelík svatého Alexia (Kościół świętego Aleksego) původně z roku 1421 a barokní kostelík svatého Šebestiána (Kościół świętego Sebastiana) postavený v roce 1696 jako dikuvzdání za překonání morové rány;
  - Pozůstatky městských hradeb – nejdelší úsek včetně Dělostřelecké bašty (Baszta Artyleryjska) byl v roce 2008 rekonstruován v blízkosti katedrály;
  - Muzeum Opolského Slezska (Muzeum Śląska Opolskiego) v barokní budově bývalé jezuitské koleje a sousedním činžovním domě z roku 1818;
  - Opolské Benátky (Opolska Wenecja) – ikonická řada fasád z 19. století otočených k nábřeží Mlýnského kanálu mezi Hradním (Most Zamkowy) a Katedrálním mostem (Most Katedralny);
- Ostrov Paseka (polsky Pasieka, německy Pascheke)
  - Vojvodský úřad (Urząd Wojewódzki) – funkcionalistická stavba s fasádou o délce 112 m postavená na místě zbouraného knížecího hradu v roce 1934 jako sídlo správy provincie Horní Slezsko a vládního obvodu Opolí, nyní sídlo správy Opolského vojvodství; v budově funguje originální páternoster;
  - Piastovská věž (Wieża Piastowska) – okrouhlá 42 m vysoká (bez jehlanovité střechy 35 m) gotická věž ze 14. století ušetřená při demolici knížecího hradu v letech 1928–1931 díky občanským protestům; v současnosti slouží jako rozhledna a během rekonstrukce v letech 2011–2014 byla uvnitř instalována multimediální historická expozice;
  - Amfiteátr tisíciletí (Amfiteatr Tysiąclecia) – amfiteátr, ve kterém se od roku 1963 koná Národní festival polské písně (Krajowy Festiwal Piosenki Polskiej); název odkazuje na „tisíciletí polského státu“ vehementně oslavované v 60. letech, kdy byl postaven; součástí areálu je od roku 2007 rovněž Muzeum polské písně (Muzeum Polskiej Piosenki);
  - Hradní rybník (Staw Zamkowy) – pozůstatek hradního příkopu proměněný v parkový areál s Ledovým domkem (Domek Lodowy) z roku 1909 a zpívající fontánou instalovanou v roce 2013;
  - Grošový most (polsky Most Groszowy, německy Pfennigbrücke) neboli „zelený můstek“ – romantická lávka přes Mlýnský kanál z roku 1894;
  - Částečně dochovaná vilová čtvrť Wilhelmsthal zastavovaná od první poloviny 19. století;
- Ulice Krakowska (dříve Krakauer Straße) – hlavní pěší zóna spojující historické jádro a hlavní nádraží s částečně historickou a částečně poválečnou zástavbou; k vidění mj. budovy bývalé dřážní inspekce a okresního hejtmanství z přelomu 19. a 20. století, Opolská filharmonie přestavěná v roce 2012 v duchu postmodernismu, pomník věnovaný „boji o své vlastní vojvodství“ v roce 1998 (Brońmy Swego Opolskiego) ve tvaru miniaturního děla, obchodní dům Ziemowit z roku 1964 a za rohem ve vedlejší ulici Kościuszki také ikonický panelák „Akvárium“ (Akwarium) dokončený v roce 1967;
- Plac Ignacego Daszyńskiego (dříve Friedrichsplatz) – náměstí s komplexem obytných a veřejných (škola, soud) staveb postavených mezi lety 1900 až 1920 a novobarokní kašnou Ceres z roku 1907 uprostřed;
- Kostel svatého Petra a Pavla (Kościół św. Apostołów Piotra i Pawła) – monumentální novorománská stavba z roku 1925 na východním okraji centra v ulici Karola Miarki;
- Hlavní nádraží – je tvořeno zvlášť vstupní a hlavní budovou umístěnou ostrovně mezi nástupiště na souběhu tratí z východního a jižního směru; obě byly postaveny v roce 1899 ve stylu tzv. severní novorenesance;
- Generálská čtvrť (Dzielnica Generalska) – sídliště převážně rodinných domů vybudované v meziválečném období pro vystěhovalce z části Slezska přiznané v roce 1921 Polsku; název se ustálil po roce 1989 a je odvozen od pojmenování tamních ulic po slavných polských generálech;
- Ostrov Bolko (Wyspa Bolko) – po částečném zasypání Wińského kanálu (polsky Kanał Wiński, německy Winske) v 70. letech 20. století je fakticky poloostrovem; nachází se tady rozlehlý městský park založený v roce 1910 a zoologická zahrada Opole;
- Muzeum opolského venkova (Muzeum Wsi Opolskiej) – skanzen dřevěné architektury v městské části Bierkowice; je tvořen 49 budovami;
- Kamionka Bolko, Piast, Silesia, Groszowice – umělé vodní nádrže vzniklé zatopením lomů v souvislosti s útlumem cementářského průmyslu na konci 20. století; slouží především jako koupaliště;

## Osobnosti
- Šimon Bariona Madelka (≈ 1550–1596) – skladatel období renesance
- Mehmed Emin paša, vlastním jménem Eduard Schnitzer (1840–1892) – lékař, cestovatel a dobrodruh; guvernér osmanské provincie Equatoria v letech 1878–1890
- Jean Forge, vlastním jménem Jan Fethke (1903–1980) – filmový režisér a scenárista, autor knih v jazyce esperanto
- Robert Garbe (1847–1932) – drážní ředitel a inženýr proslulý svými projekty lokomotiv
- Jerzy Grotowski (1993–1999) – divadelní režisér a teoretik; narozený v Řešově vedl v Opolí v letech 1958–1965 „divadlo-laboratoř“ 13 Rzędów
- Norbert Jaeschke (1927–2018) – diplomat, velvyslanec NDR v Dánsku a Turecku
- Patryk Jaki (* 1985) – politik, osobnost strany Solidarna Polska
- Paul Jakisch (1825–1912) – architekt působící v Horním Slezsku, zejména v katovické konurbaci
- Theodor Kaluza (1885–1954) – matematik a fyzik, spoluautor Kaluzovy-Kleinovy teorie, významné předchůdkyně teorie strun
- Miroslav Klose (* 1978) – fotbalista, hráč německé reprezentace na pozici útočníka v letech 2001–2014
- Rudolf Knietsch (1854–1906) – chemik, vynálezce syntetického indiga
- Wilhelm Kuhnert (1865–1926) – malíř a ilustrátor proslulý svými kresbami zvířat
- Peregrinus z Opolí (≈ 1260–1333) – dominikánský mnich, autor populárních latinských kázání De tempore a De sanctis
- Hans-Adolf von Moltke (1884–1943) – diplomat, velvyslanec Výmarské republiky a Třetí říše v Polsku
- Remigiusz Mróz (* 1987) – spisovatel, „nejplodnější autor současného Polska“
- Alfons Nossol (* 1932) – katolický kněz, hlasatel polsko-německého smíření; narozený v obci Brożec působil v letech 1977–2009 jako biskup opolský
- František Ludvík Poppe (1671–1730) – katolický kněz a hudební skladatel období baroka
- Grzegorz Schetyna (* 1963) – politik, bývalý předseda Občanské platformy, polský ministr vnitra v letech 2007–2009 a zahraničí v letech 2014–2015
- Oscar Slater, narozený jako Oskar Leschziner (1872–1948) – oběť omylu britské justice v roce 1909
- Bronisław Trentowski (1808–1869) – filosof, představitel tzv. polského mesianismu
- Hugo Ulrich (1827–1872) – skladatel, představitel romantismu
- Karolina Wydra (* 1981) – herečka působící ve Spojených státech
- Elżbieta Zapendowska (* 1947) – hudební kritička a televizní osobnost, narozená ve Starachowicích vyrůstala v Opolí, založila Opolské studio písně (Opolskie Studio Piosenki)

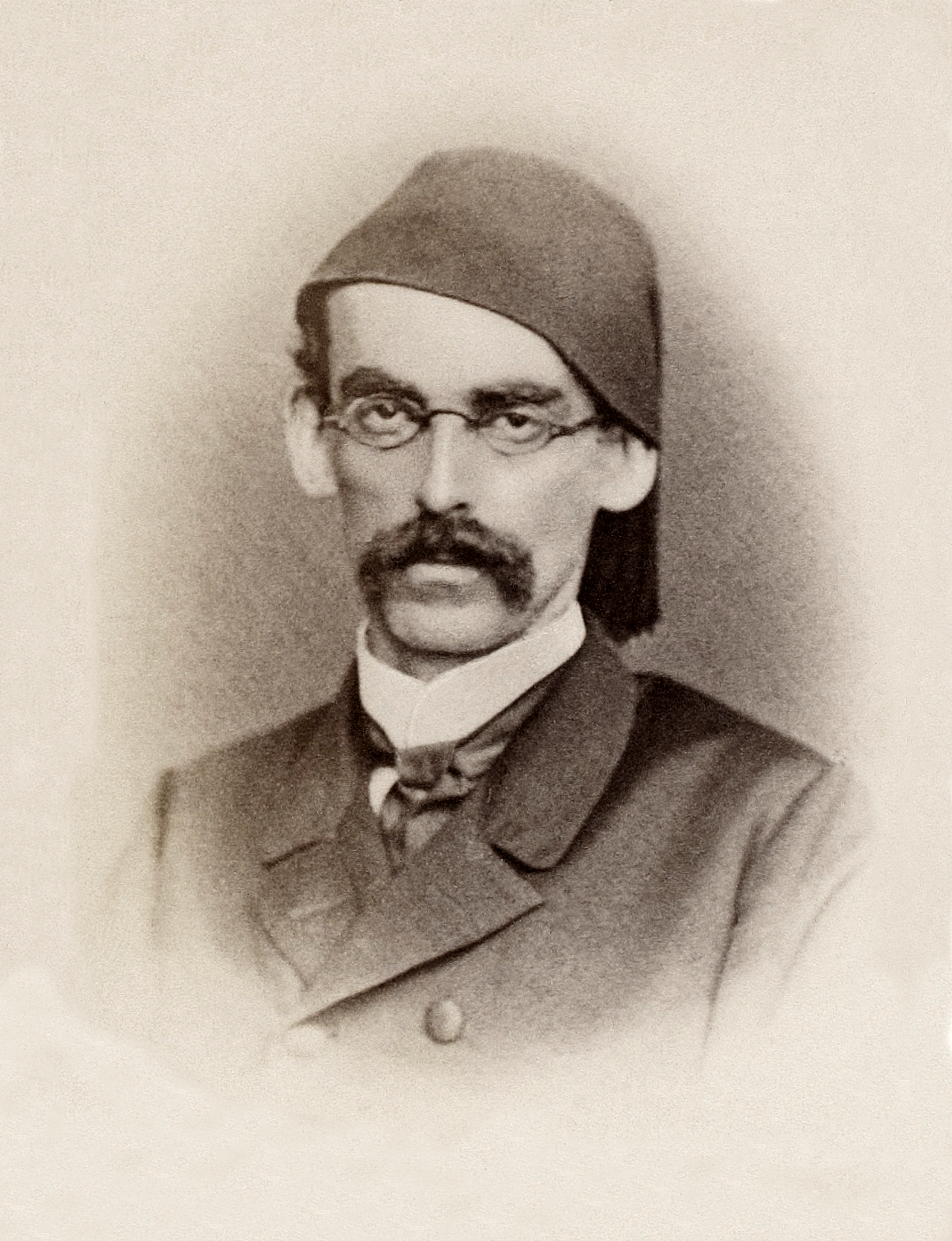
Mehmed Emin paša
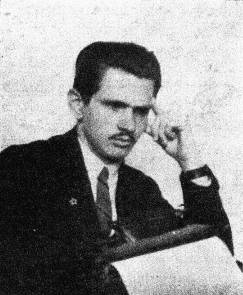
Jean Forge
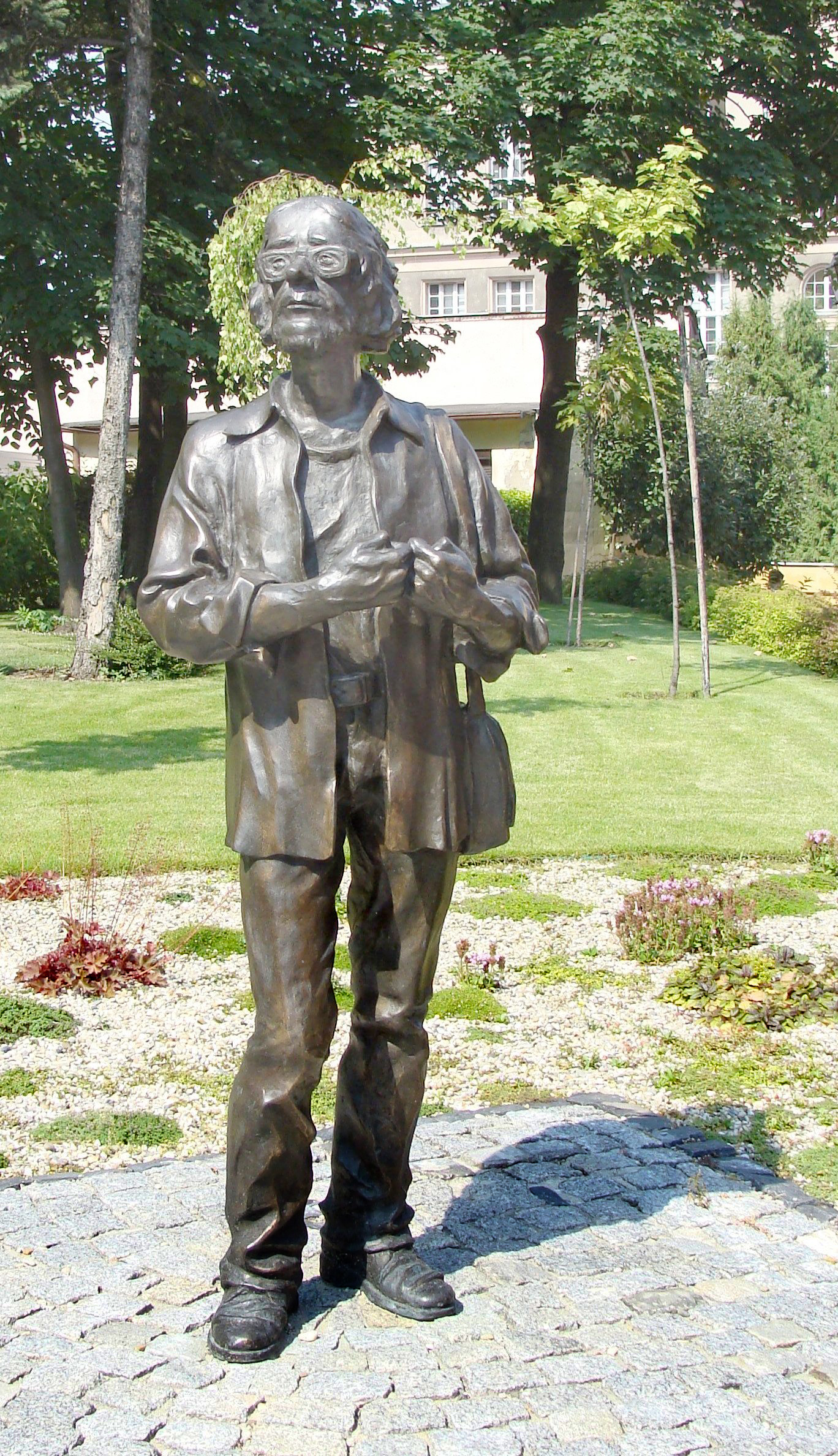
Pomník Jerzyho Grotowského
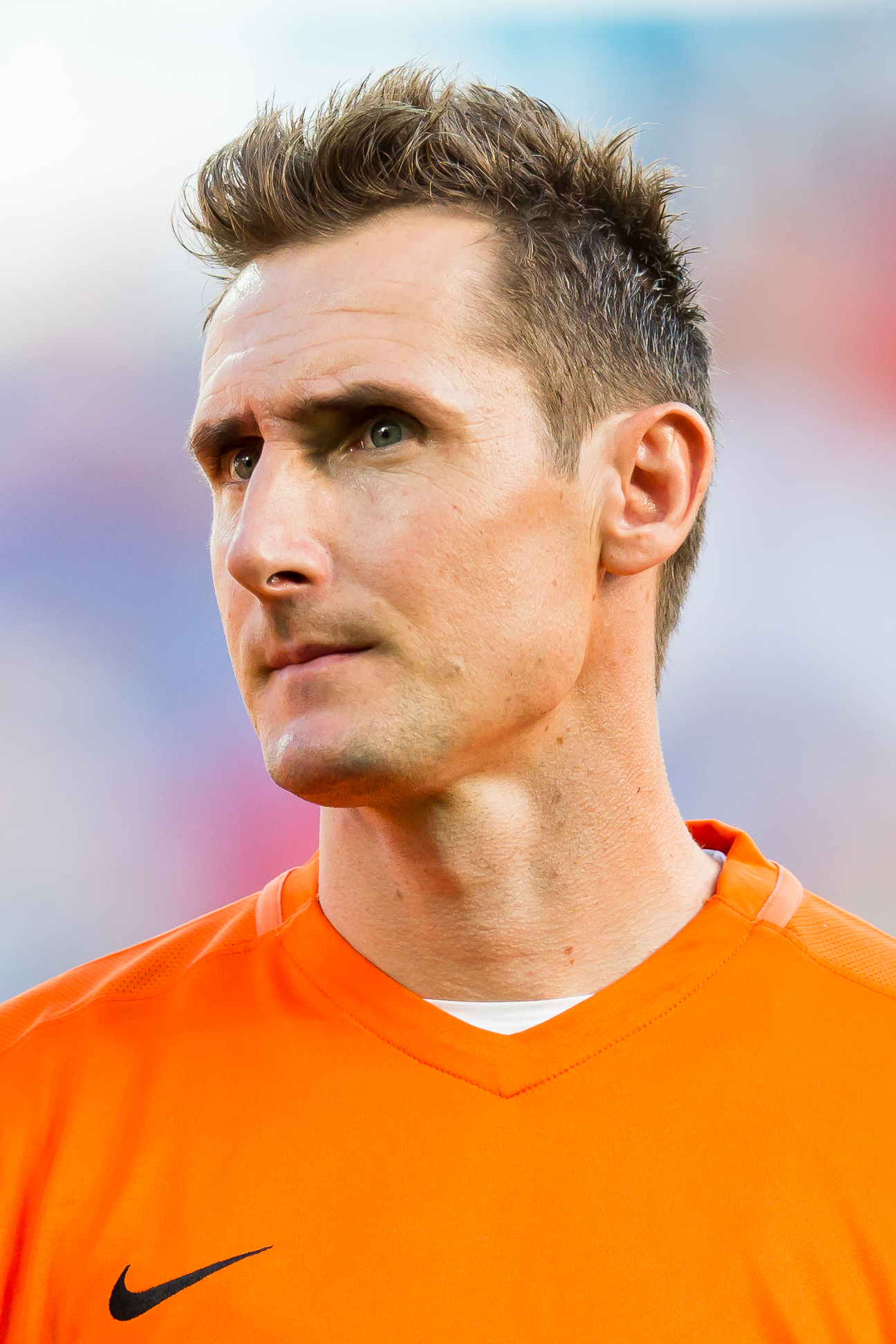
Miroslav Klose
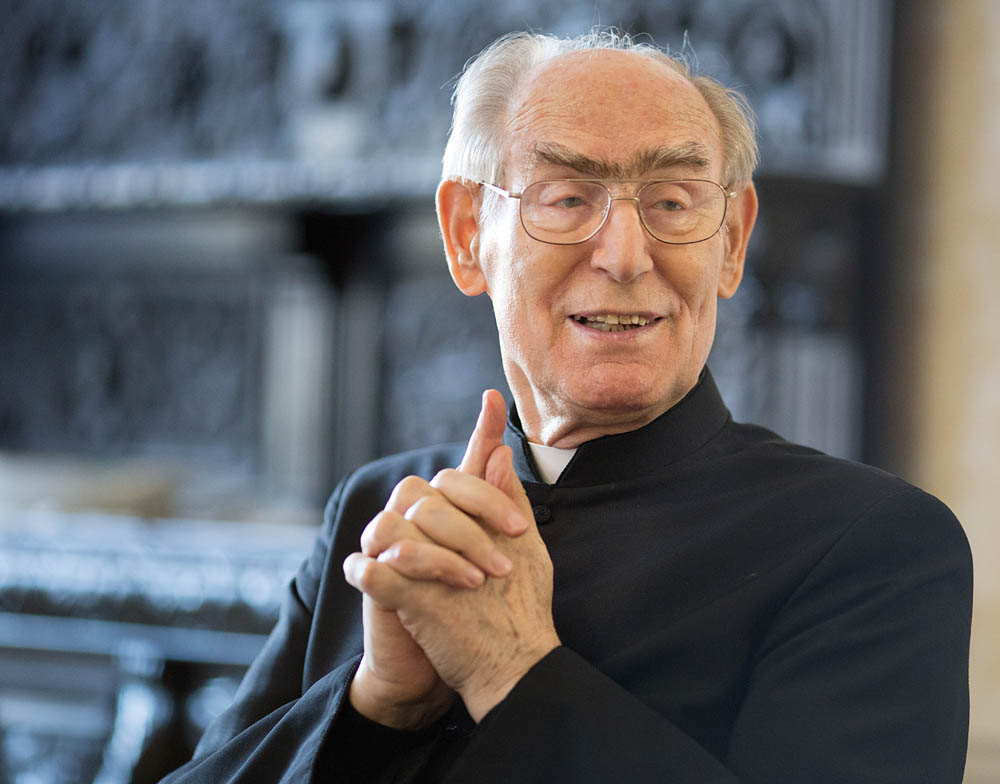
Alfons Nossol
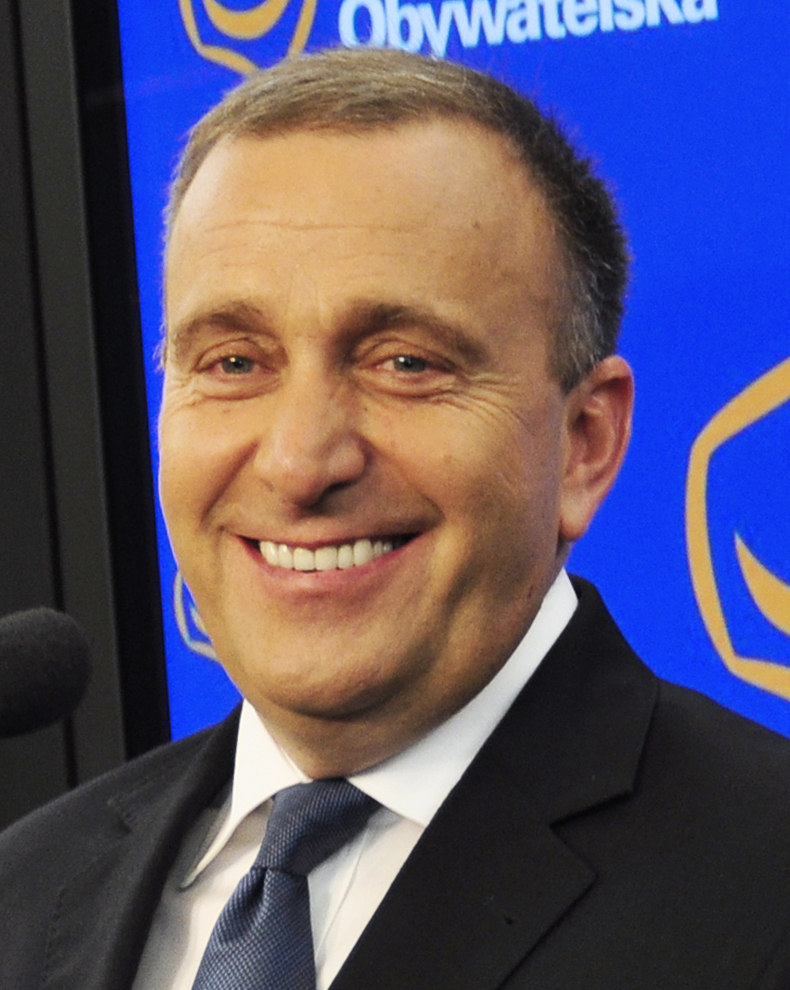
Grzegorz Schetyna

## Doprava

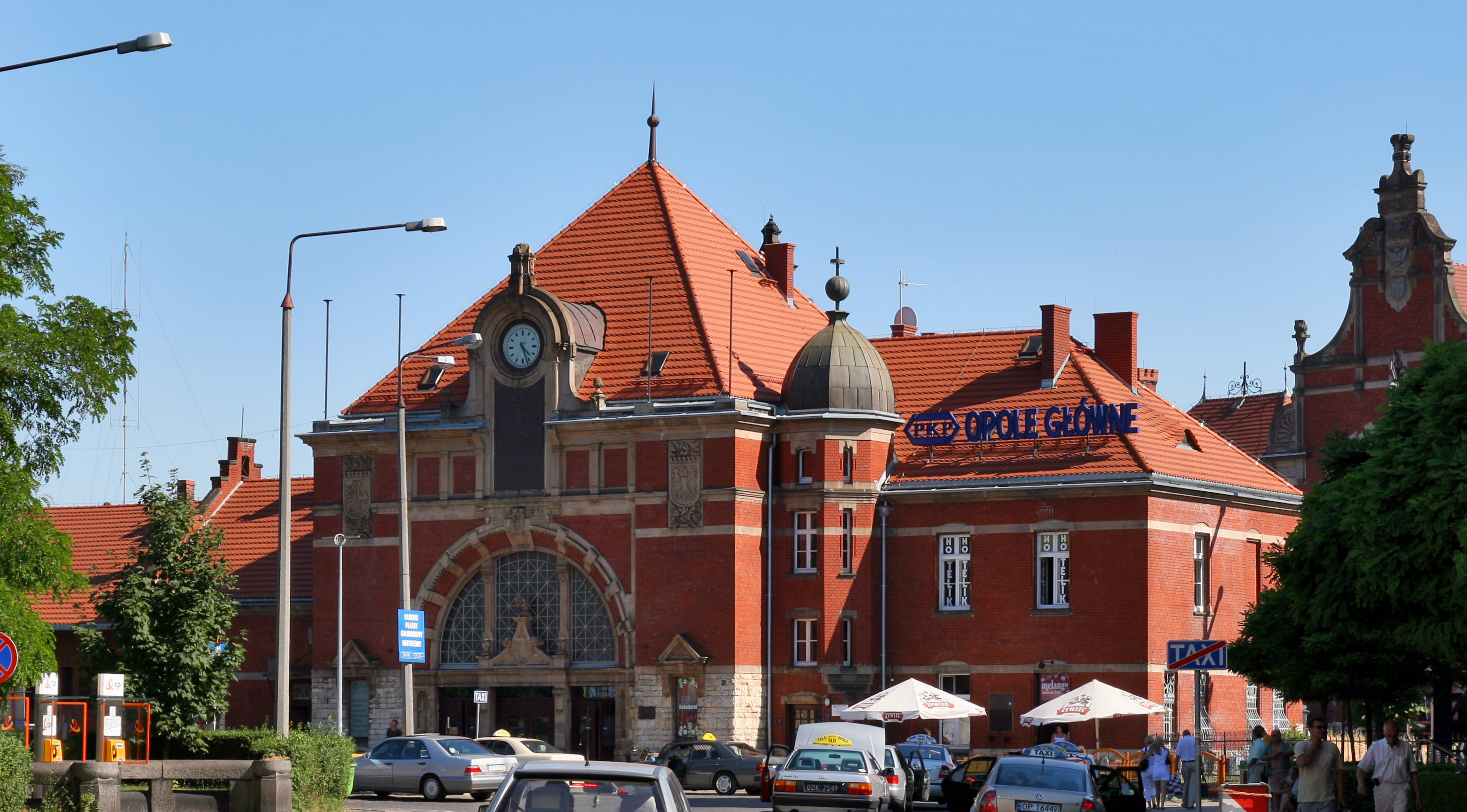
Hlavní nádraží (vstupní budova)

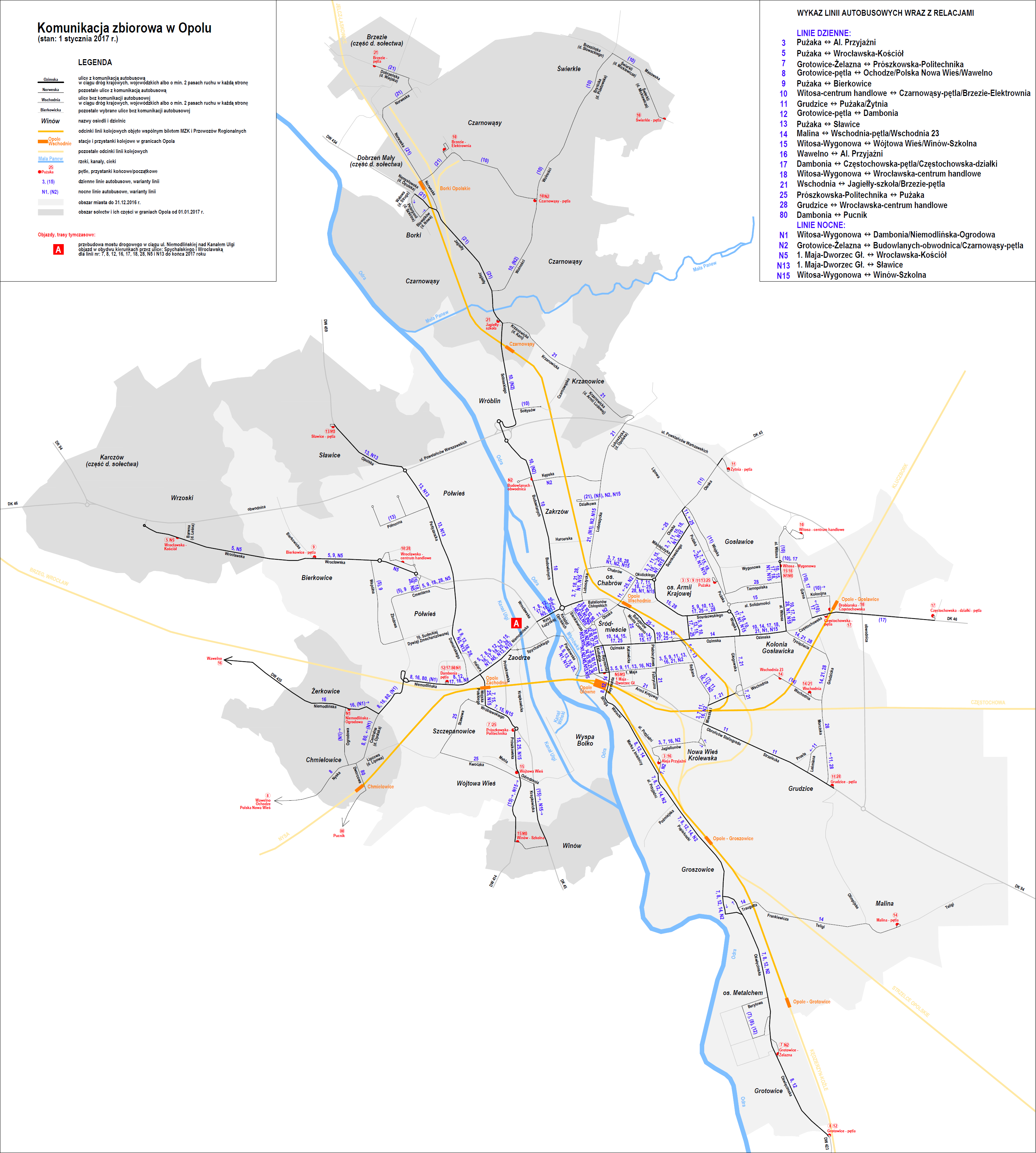
Schéma linek MHD
(platné k 1. 1. 2017)

Opolí patří mezi hlavní železniční uzly Slezska. Leží na magistrále Katovice – Vratislav, historické Hornoslezské dráze, která je nyní součástí III. panevropského koridoru. Od ní odbočují tratě regionálního a meziregionálního významu do Hlivic přes Strzelce Opolskie, do Čenstochové přes Kolonowskie a Lubliniec, do Vratislavi přes Jelcz-Laskowice, do Nisy přes Tułowice a do Kluczborku. Na opolském hlavním nádraží (stanice Opole Główne) zastavují vlaky všech kategorií, včetně mezinárodních spojů do Berlína a Vídně. Z polských měst mělo Opole v jízdním řádu 2020/2021 přímé spojení mj. se Štětínem, Gdaňskem, Přemyšlí, Bělostokem, Lublinem či Varšavou. Regionální osobní dopravu provozuje společnost Polregio. Kromě hlavního nádraží umístěného na souběhu tratí z jižního a východního směru se na území města nachází osm železničních stanic a zastávek: Opole Borki, Opole Czarnowąsy, Opole Gosławice, Opole Groszowice, Opole Grotowice, Opole Chmielowice, Opole Wschodnie (Opolí východ) a Opole Zachodnie (Opolí západ).
Opolí je napojeno na tři národní silnice (droga krajowa): č. 45 od české hranice u Bohumín do Kluczborku a dále do Lodžského vojvodství, č. 46 spojující Kladsko a Nisu s Čenstochovou a středním Polskem a také č. 94, která je „starou silnicí“ z katovické konurbace do Vratislavi. V roce 2007 byl dokončen severní obchvat. Zhruba deset kilometrů jižně od Opolí vede dálnice A4, město obsluhují křižovatky Opole Południe (Opolí-jih) u obce Dąbrówka Górna (křížení se silnicí č. 46) a Opole Zachód (Opolí-západ) u obce Prądy (křížení se silnicí č. 45).
Městskou autobusovou dopravu zajišťuje dopravní podnik MZK Opole na 13 denních městských, 3 denních příměstských a 3 nočních linkách (stav k dubnu 2021). Plány na výstavbu tramvajové sítě nebyly nikdy uskutečněny. Regionální dopravu provozuje PKS Opole, do města jezdí též spoje jiných PKS společností (PKS Strzelce Opolskie, PKS Kluczbork, PKS Głubczyce, PKS Nysa) a soukromí dopravci. V roce 2020 začala přestavba autobusového stanoviště vedle hlavního vlakového nádraží na moderní Centrum Przesiadkowe Opole Główne (Přestupní centrum Opolí hlavní nádraží).
Trávnaté letiště (ICAO: EPOP) se nachází v obci Polska Nowa Wieś/Polnisch Neudorf 10 km od Opolí. Je provozováno Opolským aeroklubem (Aeroklub Opolski) a slouží výhradně sportovním účelům.

## Partnerská města

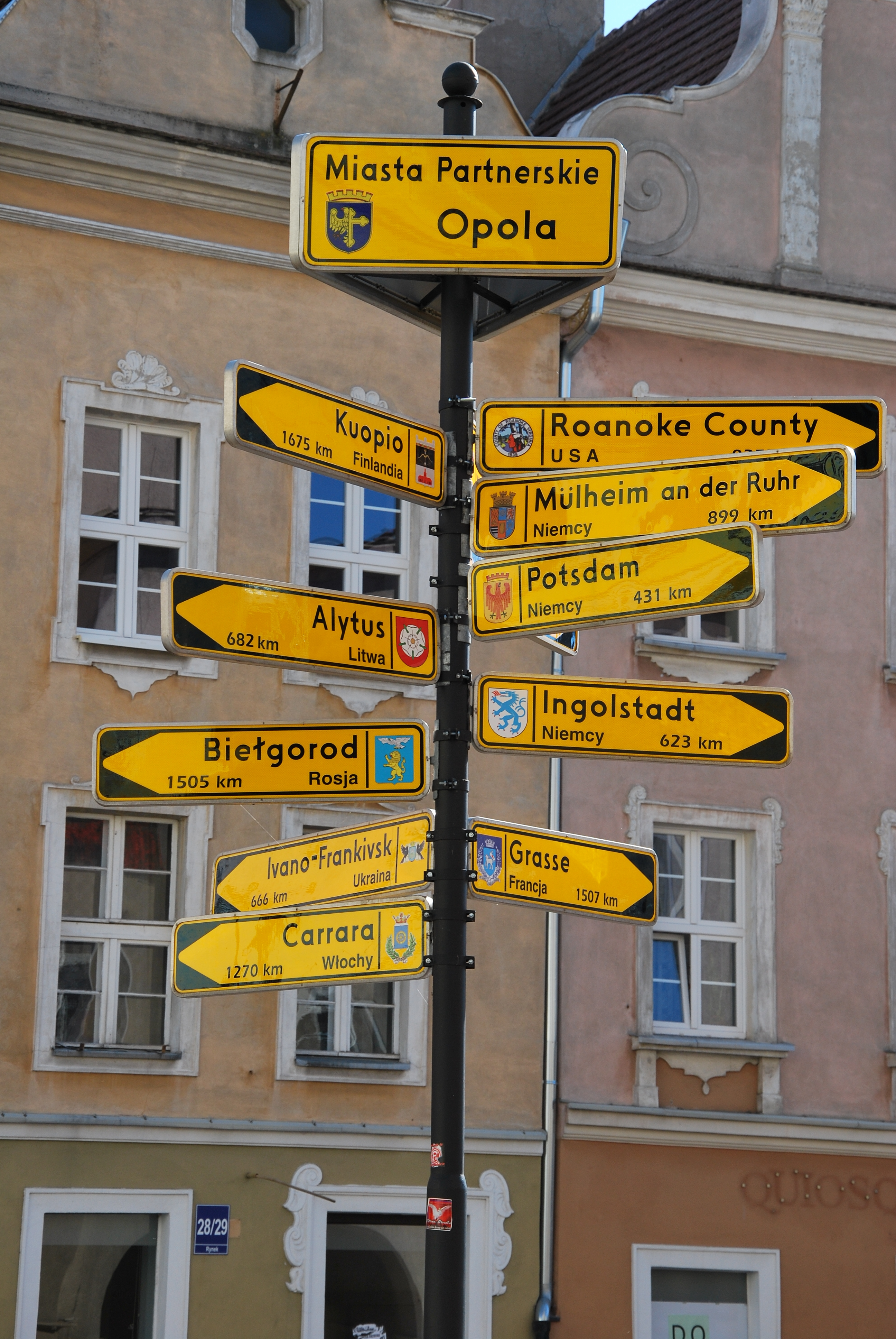
Směrové cedule partnerských měst na opolském náměstí

- Alytus (Litva, Alytuský kraj)
- Bělgorod (Rusko, Bělgorodská oblast)
- Bruntál (Česko, Moravskoslezský kraj)
- Carrara (Itálie, region Toskánsko)
- Grasse (Francie, region Provence-Alpes-Côte d'Azur)
- Ingolstadt (Německo, spolková země Bavorsko)
- Ivano-Frankivsk (Ukrajina, Ivanofrankivská oblast)
- Kuopio (Finsko, provincie Severní Savo)
- Mülheim an der Ruhr (Německo, spolková země Severní Porýní-Vestfálsko)
- Postupim (Německo, spolková země Braniborsko)
- Roanoke (Spojené státy americké, stát Virginie)
- Székesfehérvár (Maďarsko, župa Fejér)